# Architecture d'Istanbul
L’architecture d’Istanbul présente un vaste éventail de styles architecturaux reflétant les nombreuses civilisations qui ont marqué l’histoire de cette mégapole s’étendant à la fois sur les continents européen et asiatique. Bâtie, tout comme Rome, sur sept collines, c’est sur la première d’entre elles, à l’extrémité de la péninsule appelée « Pointe du Palais » (aussi appelée « Seraglio », de nos jours « Sarayburnu ») que fut bâtie l’Acropole de l’antique Byzance où on  trouve encore de nos jours la colonne des Goths. C’est là également que furent édifiés les quartiers impériaux, édifices religieux et monuments byzantins et ottomans de la ville (Grand Palais de Constantinople, Hagia Sophia, hippodrome, mosquée du sultan Ahmet ou mosquée bleue, palais de Topkapi). Ce cœur historique de la ville est encore, en partie, ceint des murailles que fit ériger au Ve siècle l’empereur Théodose pour la protéger des invasions. De l’autre côté de la Corne d’Or, les Génois avaient établi leur quartier à Galata ou Pera (aujourd’hui quartier de Karaköy) dont témoigne encore la Tour de Galata. Soucieuse de conserver les vestiges des civilisations qui se sont succédé sur son territoire, l’Istanbul contemporaine s’est tournée depuis le début du nouveau millénaire vers l’avenir. Les quartiers Levent (district de Beşiktaş) et Maslak (district de Sarıyer), principaux quartiers des affaires sur le côté européen d’Istanbul, sont en compétition pour la construction de gratte-ciels à l’architecture postmoderne.

## Fondation de Constantinople

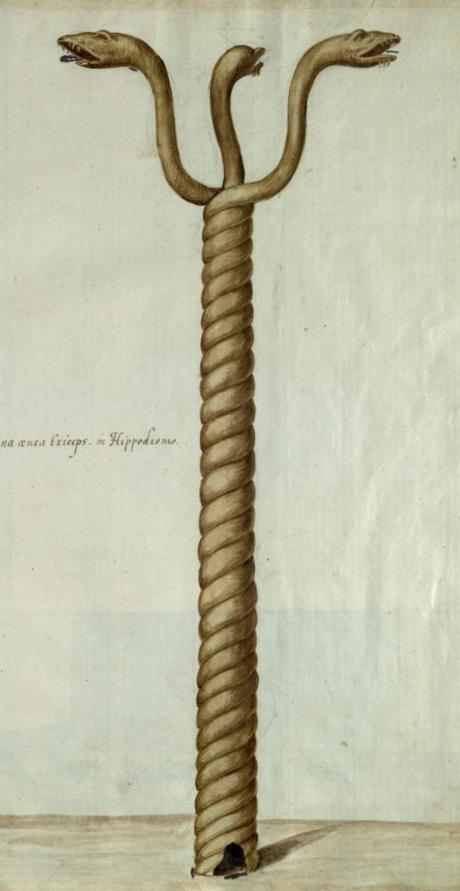
La colonne serpentine : état original dans un dessin de 1574.

- La colonne serpentine (en grec moderne : Τρικάρηνος Όφις, en turc, Yılanlı Sütun). Un des plus anciens monuments datant de l’Antiquité, celle-ci fut érigée selon Hérodote, après la victoire grecque de Platées sur les Perses en -479[1]. Ornant d’abord le sanctuaire d’Apollon à Delphes, elle fut transportée à Constantinople par Constantin le Grand (r. 306 – 337) et placée à l’Hippodrome où elle est restée depuis. Sur une base en forme de cloche (fondue par les Phéniciens pendant la guerre de 356 – 346 av. J.-C.), se dressait une colonne de bronze représentant trois serpents enlacés dont les têtes portaient un trépied en or. Seule la colonne subsiste de nos jours, le haut de celle-ci avec les têtes des trois serpents ayant été brisé, selon la version la plus répandue, par Mehmed II lors de son entrée à Constantinople, selon une autre version par un membre d’une ambassade polonaise visitant la ville en 1700[2].  Seule subsiste la tête de l’un des trois serpents, maintenant exposée au Musée archéologique d’Istanbul.
- L’Hippodrome (en grec : Ἱππόδρομος τῆς Κωνσταντινουπόλεως). Commencée sous Septime Sévère (r. 193 – 211) vers 203 ap. J.-C., cette arène hippique fut terminée sous Constantin Ier sur le modèle du Circus Maximus de Rome. L'arène était divisée en deux pistes par une barrière, la spina (en grec, euripos), sur laquelle se dressaient de nombreuses colonnes et statues. Du côté est des gradins se trouvait la Kathisma ou loge monumentale de l'empereur qui communiquait directement avec le Grand palais. Bien que l’on ignore les dimensions originelles de l’hippodrome on estime qu’il pouvait accueillir de 30 à 50 000 spectateurs selon Kaplan[3], plus de 100 000 selon Kazhdan[4],[5].

À une extrémité de la spina, se dressait l’obélisque égyptien, monument commémoratif du pharaon Thutmose III (r. 1549-1503 av. J.-C.), transporté à Constantinople, possiblement par l’empereur Julien (r. 361 – 363) au IIIe siècle ou IVe siècle. D’une hauteur à l’origine de 60 m et pesant quelque 800 tonnes, elle fut endommagée durant le voyage et seul le tiers supérieur subsiste ,.
- La colonne de Constantin (en grec : Στήλη του Κωνσταντίνου Α΄;en turc : Çemberlitaş). Elle est formée de futs de marbre de porphyre reliés entre eux par des cercles de métal. Elle fut érigée en 330 par Constantin pour commémorer la fondation de Constantinople comme « Nouvelle Rome » et capitale de l’Empire romain. À la base de la colonne se trouvait une chapelle[8], construite vraisemblablement au IXe siècle et renfermant plusieurs fragments de la Vraie Croix ainsi que d’autres objets ayant appartenu à Jésus et à sa mère.

Sur la colonne se trouvait à l’origine une statue de Constantin le Grand représenté comme le dieu soleil (Sol invictus); après que la statue fut renversée lors d’une tempête en 1106, elle fut remplacée sous l’empereur Manuel Ier (r. 1143 – 1180) par un bloc supportant une croix. Elle est le seul élément qui subsiste du forum de Constantin ,,.

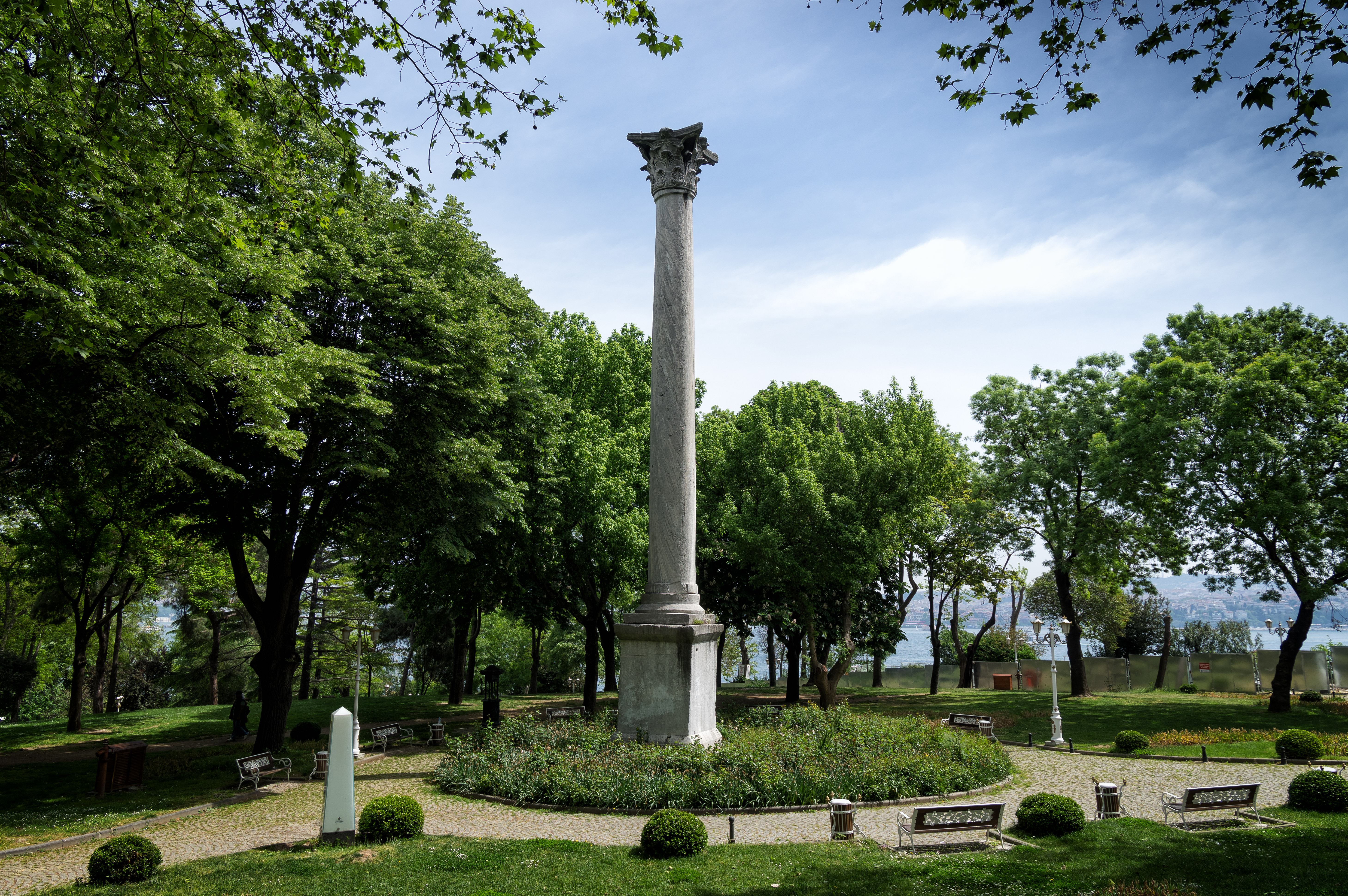
La colonne des Goths dans le parc Gülhane.

- La colonne des Goths (en turc : Gotlar Sütunu) est une colonne commémorative érigée à Constantinople au nord du Palais de Topkapi dans le parc Gülhane vers la fin du IIIe siècle. Attribuée généralement à Claude le Gothique (r. 268 – 270) et haute de 18,5 m, son socle porte l'inscription latine : FORTUNAE REDUCI OB DEVICTOS GOTHOS, c'est-à-dire « Au retour de la Fortune à cause des Goths vaincus », d’où son nom. Selon Nicéphore Grégoras, écrivain grec du XIVe siècle, la colonne était surmontée d'une statue de Byzas, le fondateur de Byzance[12],[10],[13].
- Le Milion (en grec : Μίλιον ou Μίλλιον ; en turc : Milyon taşı). Érigé par Constantin Ier au IVe siècle , lequel cherchait à reproduire à Constantinople les monuments les plus caractéristiques de l’ancienne Rome, le Milion jouait le même rôle que son homonyme romain, le Milliarium Aureum : constituer le point « zéro » d’où partaient toutes les routes reliant Constantinople aux villes européennes de l’empire. Sur sa base étaient inscrites les distances entre elles et Constantinople. Ce monument était toutefois plus imposant que celui de Rome : arc de triomphe monumental il formait un  carré reposant sur quatre piliers joints par des arcs et surmontés d’un dôme. Il survécut à la conquête de Constantinople en 1453, mais disparut au début du XVIe siècle[14],[15],[16].
- Les aqueducs de Valens (en grec : Ἀγωγὸς τοῦ ὕδατος, litt : « ce qui apporte l’eau »; en turc : Valens Su Kemeri ou Bozdoğan Kemeri, litt : "aqueduc du faucon gris";) et Mazulkemer (en turc Kemerkece ; litt : « suspendu ») (fin IVe siècle). Ces deux aqueducs construits peu après la fondation de Constantinople devaient amener l’eau de la région d’Halkali à l’ouest de la ville vers le centre historique et le Forum du Bœuf. À son arrivée au cœur de la ville, l’eau était ensuite conservée dans de nombreuses citernes, telles la citerne de Philoxenos (Binbirdirek), et la  citerne Basilique (Yerebatan Sarnıcı)[17] ,[18] .

## Structures byzantines et génoises

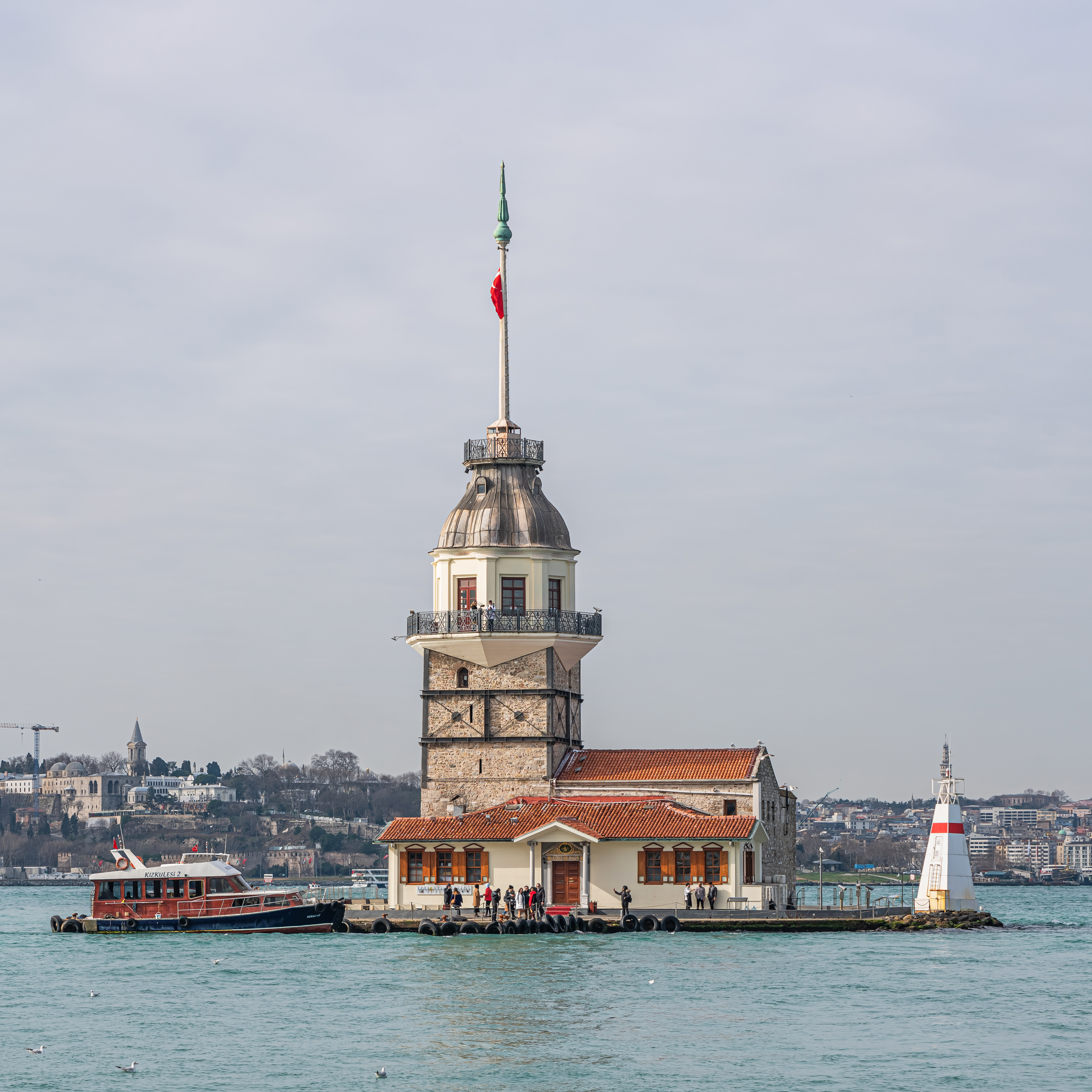
La tour de Léandre.

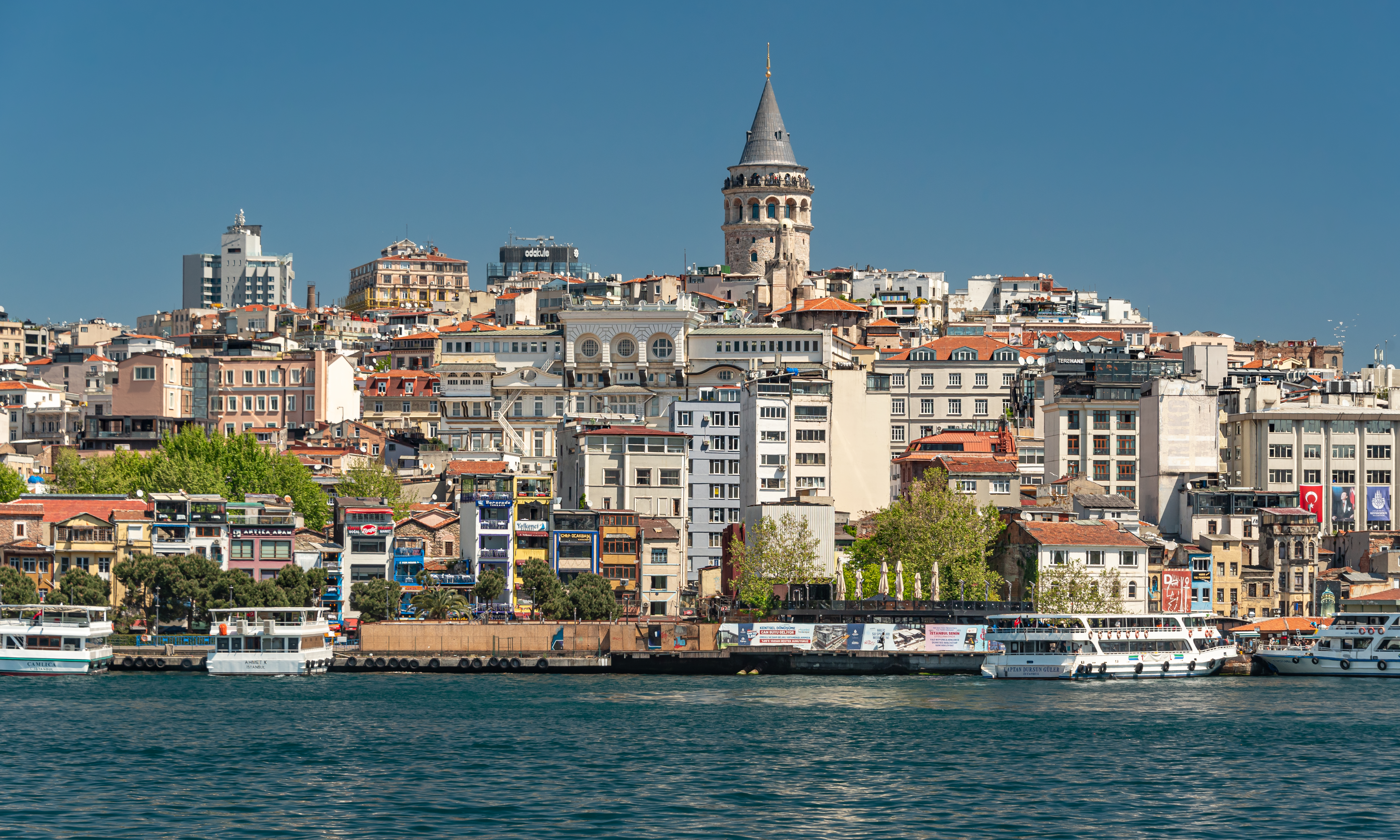
La tour de Galata.

- Église Sainte-Irène (Première construction : IVe siècle)

Aujourd’hui située dans la cour extérieure du palais de Topkapı à Istanbul, l’église Sainte-Irène (en grec byzantin: Ἁγία Εἰρήνη / Hagia Eirènè, signifiant « Sainte Paix » ; en turc Aya İrini), fut construite dans un premier temps au IVe siècle comme cathédrale de la ville de Constantinople. Reconstruite au Ve siècle sous Justinien (r. 527 – 565), puis une nouvelle fois, sous sa forme actuelle, au VIIIe siècle,  c’est l’une des rares églises d’Istanbul qui ne fut pas convertie en mosquée après la chute de Constantinople aux mains des Turcs ottomans. Elle perdit néanmoins sa fonction d’église et fut utilisée comme arsenal pour l’entrepôt d’armes et de munitions jusqu’au XIXe siècle. Elle sert aujourd’hui de musée et de salle de concert.
- Les murailles de Constantinople (IVe siècle - Ve siècle)

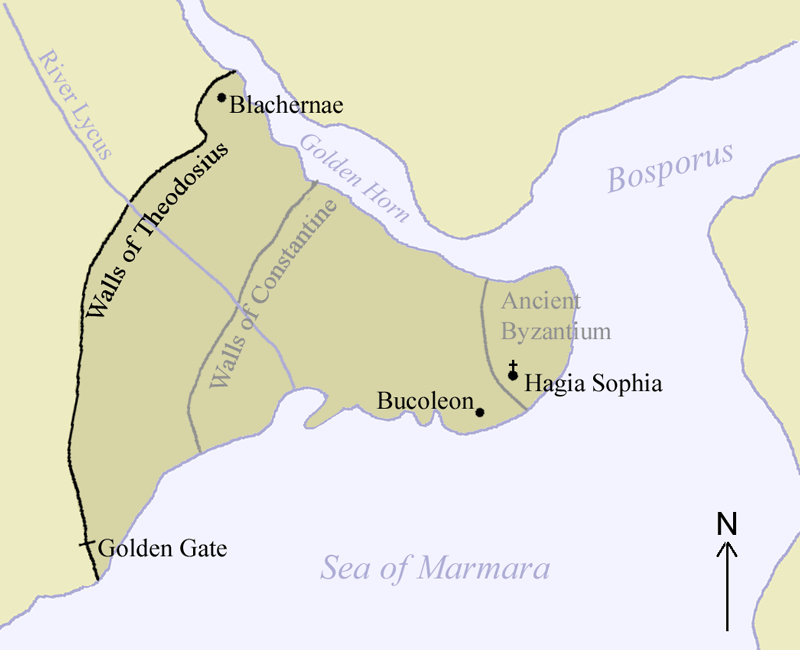
Carte des enceintes de Constantinople.

Commencées sous Constantin le Grand, les premières murailles de Constantinople furent achevées sous son fils, Constance II (r. 337 – 361),. La ville s’étant considérablement agrandie, une nouvelle ligne de murailles fut construite plus à l’ouest sous le règne de Théodose II (r. 408 – 450). La section nord-ouest de la muraille terrestre fut érigée sous Héraclius (r. 610 – 641) pour inclure le nouveau quartier des Blachernes. Cette protection terrestre se poursuivait du côté de la mer de Marmara et de la Corne d’Or par des remparts maritimes qui  n’ont pas survécu ,.
- Les murs de la ville étaient dotés de cinquante-cinq portes dont la plus importante était la Porte d’Or, principale entrée de la ville servant lors de cérémonies officielles et située près de la mer de Marmara. Elle était utilisée lors d'entrées triomphales de l'Empereur soit à l’occasion de victoires militaires soit à l’occasion des cérémonies du couronnement. Contrairement aux murs faits de briques et de pierres calcaires, celle-ci fut construite à l'aide de larges blocs de marbre blanc poli disposés les uns sur les autres sans ciment. La structure a la forme d'une arche triomphale avec trois portes, celle du milieu étant plus large que les deux autres. Richement décorée de nombreuses statues, elle portait à son sommet un quadrige tiré par des éléphants sur lequel se tenait Théodose Ier (r. 379 – 395). Recouverte d’or à l’origine, d’où son nom de Porta aurea en latin, la porte sera remplacée  en 965 par les portes de bronze que Nicéphore II Phocas (r. 963 – 969) rapporta de la cité de Mopsueste,,.

- En 1458, le sultan Mehmed II construisit la forteresse de Yedikule (litt : dongeon des sept tours) pour défendre la Porte d’Or. Aux quatre tours existant dans les murs de Théodose, le sultan fit ajouter trois autres tours rondes créant un plan presque pentagonal. Yedikule servit de garnison pour les janissaires qui utilisèrent deux des tours comme prison où furent détenus nombre d’ambassadeurs d’États en guerre avec l’Empire ottoman ainsi que pour les opposants politiques et victimes des intrigues du palais. Le sultan Osman II (r. 1618 – 1622) y fut exécuté en 1622,.

- Église Saint-Sauveur-in-Chora (IVe siècle

L’église Saint-Sauveur-in-Chora (en grec : Ἐκκλησία τοῦ Ἁγίου Σωτῆρος ἐν τῇ Χώρᾳ), devenue après 1453 la mosquée Kariye (en turc : Kariye Camii) fut construite au début du IVe siècle comme partie d’un complexe monastique situé hors des murs de Constantinople (« in chora » pouvant être traduit par « hors les murs ») au sud de la Corne d’Or. Toutefois lorsque Théodose II construisit les nouvelles murailles en 413-414, cette église se trouva incorporée à l’intérieur des nouveaux murs mais conserva son ancienne appellation. La plus grande partie des édifices qui subsistent datent toutefois des années 1077-1081 lorsque Maria Dukaina, mère adoptive d’Alexis Ier Comnène la fit rebâtir. Une troisième période commença dans les années 1315-1321 lorsque Théodore Métochitès la fit restaurer en y incorporant de nombreuses mosaïques et objets d’art .
Vers 1500, Atık Ali Pasha, grand vizir du sultan Bayezid II (r. 1481 – 1512) la fit convertir en mosquée (Kariye Camii), ce qu’elle demeura jusqu’en 1945 lorsque le gouvernement turc la transforma en musée. Son statut fut à nouveau modifié en 2020 lorsque le plus haut tribunal administratif de Turquie ordonna qu’elle redevienne une mosquée ,.
- Colonne de Marcien (milieu Ve siècle)

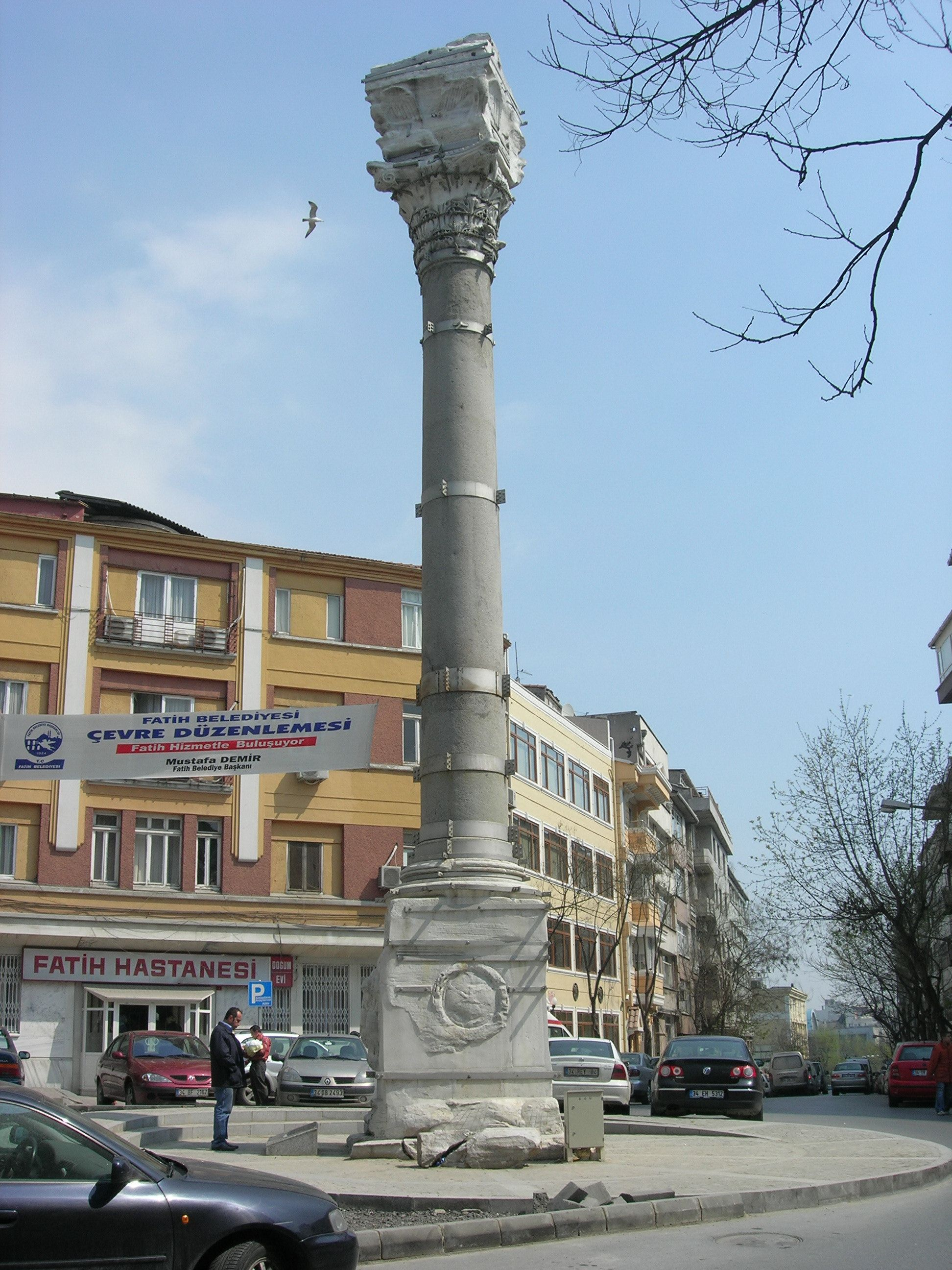
La colonne de Marcien.

La colonne de Marcien  (en turc  Kıztaşı, litt : « colonne de la fille ») est un monument érigé par le praefectus urbi Tatianus  vers 450-c. 452  en l’honneur de l'empereur byzantin Marcien (r. 450-457) et date de la même période que la triple muraille de Théodose II. Elle est composée d’un socle élevé décoré de reliefs représentant deux Victoires ailées; sur ce socle repose une colonne de granit de 10 m de haut supportant une statue de l’empereur sur son trône ,.
- Monastère du Stoudion (première fondation : vers 460)

Le monastère du Stoudion, ou plus précisément monastère de Saint-Jean le Précurseur  « à Stoudios » (en grec : Μονή του Αγίου Ιωάννη του Προδρόμου «εν τοις Στουδίου») est le plus ancien édifice chrétien subsistant partiellement à Istanbul. Il fut fondé vers 460 par le consul  Stoudios pour recevoir la tête de saint Jean Baptiste qu'on pensait avoir retrouvé à Émèse en 453. Stoudios installa dans des bâtiments conventuels élevés près de l'église un groupe de « moines sans sommeil » (Άκοίμητοι ou Acémètes), qui se relayaient en trois équipes pour assurer un service divin perpétuel. Fermé sous le règne de l’iconoclaste Constantin V (r. 741 - 775), il fut refondé par l'impératrice Irène (r. 797 – 802) qui mit à sa tête l'abbé Théodore, appelé depuis Théodore le Studite, lequel voulut en faire un centre de réforme du monachisme.  Au Xe siècle, sous le règne de Léon le Sage (r. 886 – 912), il fut considéré comme le plus illustre des quelque quatre-vingts monastères et couvents que comptait Constantinople. L’église fut convertie en mosquée au XVIe siècle et est connue depuis comme Imrahor Camii,.
- Église des Saints-Serge-et-Bacchus (construction : 527-536)

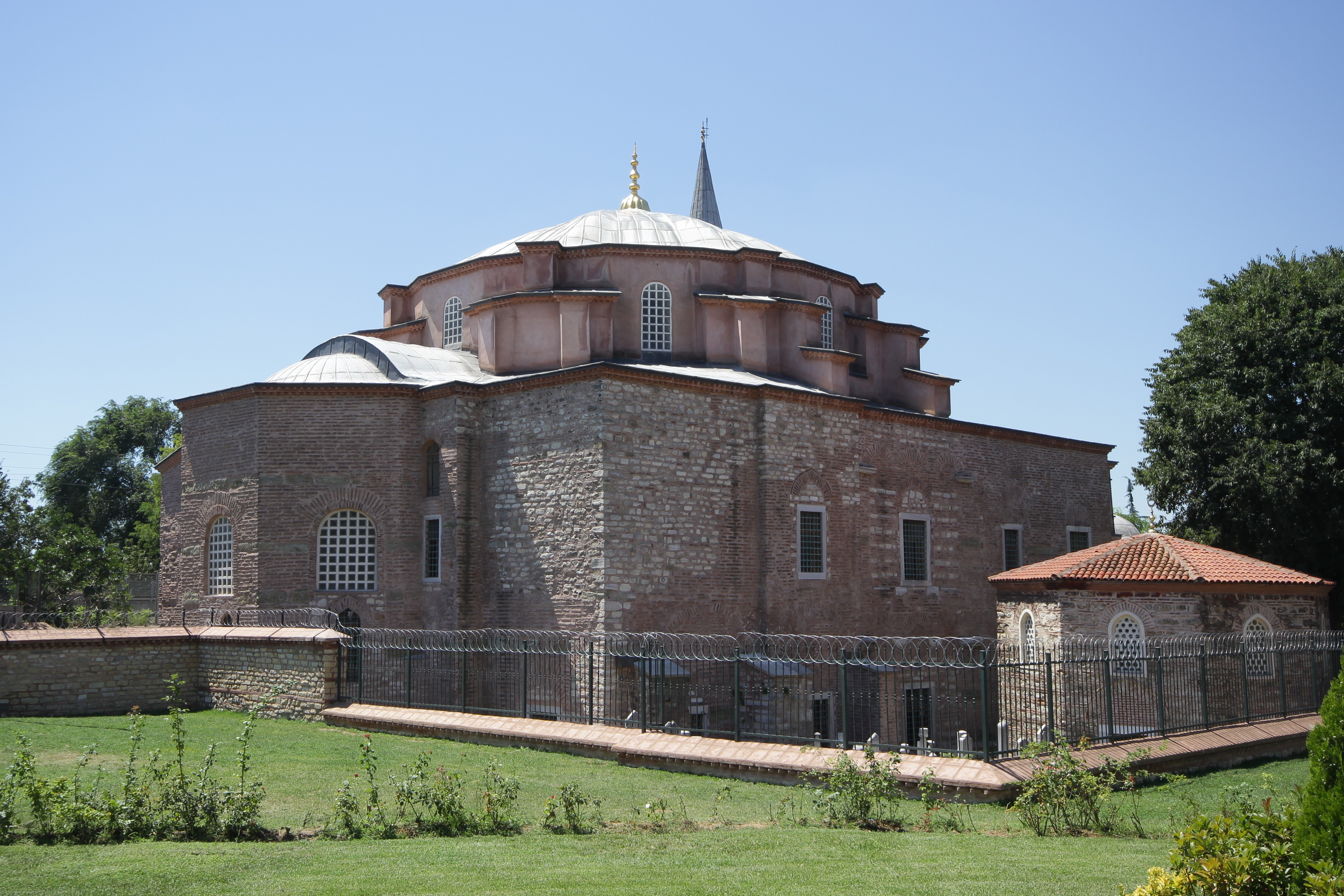
La “Petite Sainte-Sophie”.

Ancienne église grecque orthodoxe de Constantinople, l’église des Saints-Serge-et-Bacchus (en grec : Ἐκκλησία τῶν Ἁγίων Σεργίου καὶ Βάκχου ἐν τοῖς Ὁρμίσδου) fut convertie sous l'empire ottoman en une mosquée et est connue aujourd'hui sous le nom de Petite Hagia Sophia (en turc : Küçük Ayasofya Camii).
La construction de la nouvelle église commença en 527 et fut terminé en 536, peu avant celle de Hagia Sophia. On a longtemps cru qu'elle avait été construite par les mêmes architectes, Isidore de Milet et Anthémius de Tralles à titre d' « essai préparatoire » à la construction de ce qui devait être la plus grande église de l'Empire byzantin. Bien que son architecture diffère sensiblement dans ses détails de celle de Hagia Sophia, elle représente une avancée dans la construction des édifices munis d’un dôme, avancée qui permit par la suite  la construction de Hagia Sophia.
Après la conquête de Constantinople par les Ottomans en 1453, l'église survécut intacte jusqu'au règne de Bajazet II (r. 1481 – 1512). Entre 1506 et 1513, elle fut transformée en mosquée par l'eunuque en chef, Hüseyin Aga, gardien de la Bab-i-Saadet (littéralement, Porte de la Félicité) dans le palais du sultan, le Topkapi. On ajouta alors un portique et une médersa à l'église primitive,,.
- Hagia Sophia (construction : 532-537)

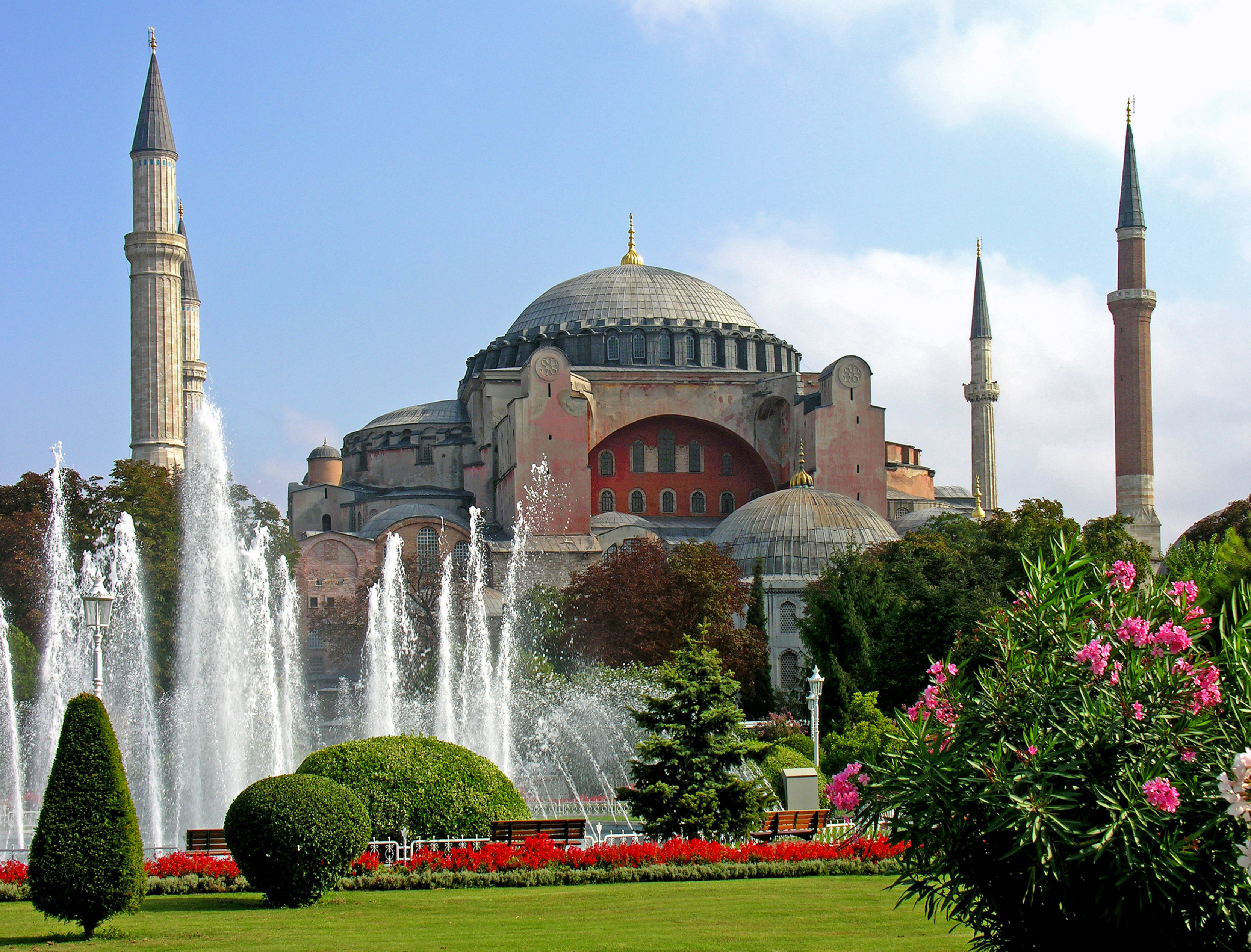
Hagia Sophia, considérée comme le chef-d’œuvre de l’architecture byzantine. Elle demeura la plus grande cathédrale au monde jusqu’à la construction de celle de Séville en 1575.

Hagia Sophia, traduit improprement par Sainte-Sophie (il n’existe pas de sainte de ce nom), cette cathédrale rebâtie de 532 à 537 sous le règne de Justinien Ier (r. 527 – 565) fut érigée à la gloire de la Sainte-Sagesse  (en grec : Ἁγία Σοφία, Hagía Sophía, qui signifie « sagesse de Dieu », nom repris en turc sous la forme Ayasofya), par le physicien Isidore de Milet et le mathématicien Anthémius de Tralles.
Elle fut pillée par les croisés lors du sac de Constantinople en 1204 et devint le siège du patriarche latin de Constantinople de 1204 à 1261. Le doge Enrico Dandolo (doge : 1192 -1205), chef de la Quatrième Croisade y fut enterré. Rendue au culte orthodoxe sous Michel VIII (r. 1261 – 1282), elle dut être fermée de 1346 à 1354 à la suite de deux séismes.
Lors de la prise de Constantinople en 1453 par Mehemed II (r. 1444 - 1446 ; 1451 - 1481), la cathédrale fut convertie en mosquée tout en gardant son nom turquifié de « Ayasofya ». Très délabré à cette époque, l’édifice subit de nombreuses rénovations et modifications. Les plus grands travaux de restauration furent menés de  1847 à 1849 sous le règne du  sultan Abdülmecid Ier (r. 1839 – 1861). À son arrivée au pouvoir, Mustafa Kemal Atatürk (président : 1923 – 1938) poursuivit les travaux de restauration et transforma la mosquée en musée. En 2020, la Cour suprême de Turquie donna le feu vert au retour de Hagia Sophia au statut de mosquée.
La basilique de Justinien est à la fois le point culminant des réalisations architecturales paléochrétiennes dérivées de l'Antiquité tardive romaine, et le premier chef-d'œuvre de l'architecture byzantine, qui marquera profondément tout le Moyen Âge qu'elle inaugure d'un point de vue architectural. Son influence s'est exercée profondément et de manière durable, tant sur l'architecture orthodoxe orientale que sur celles de l'Église catholique et du monde musulman.
- Citerne Basilique (peu après 532)

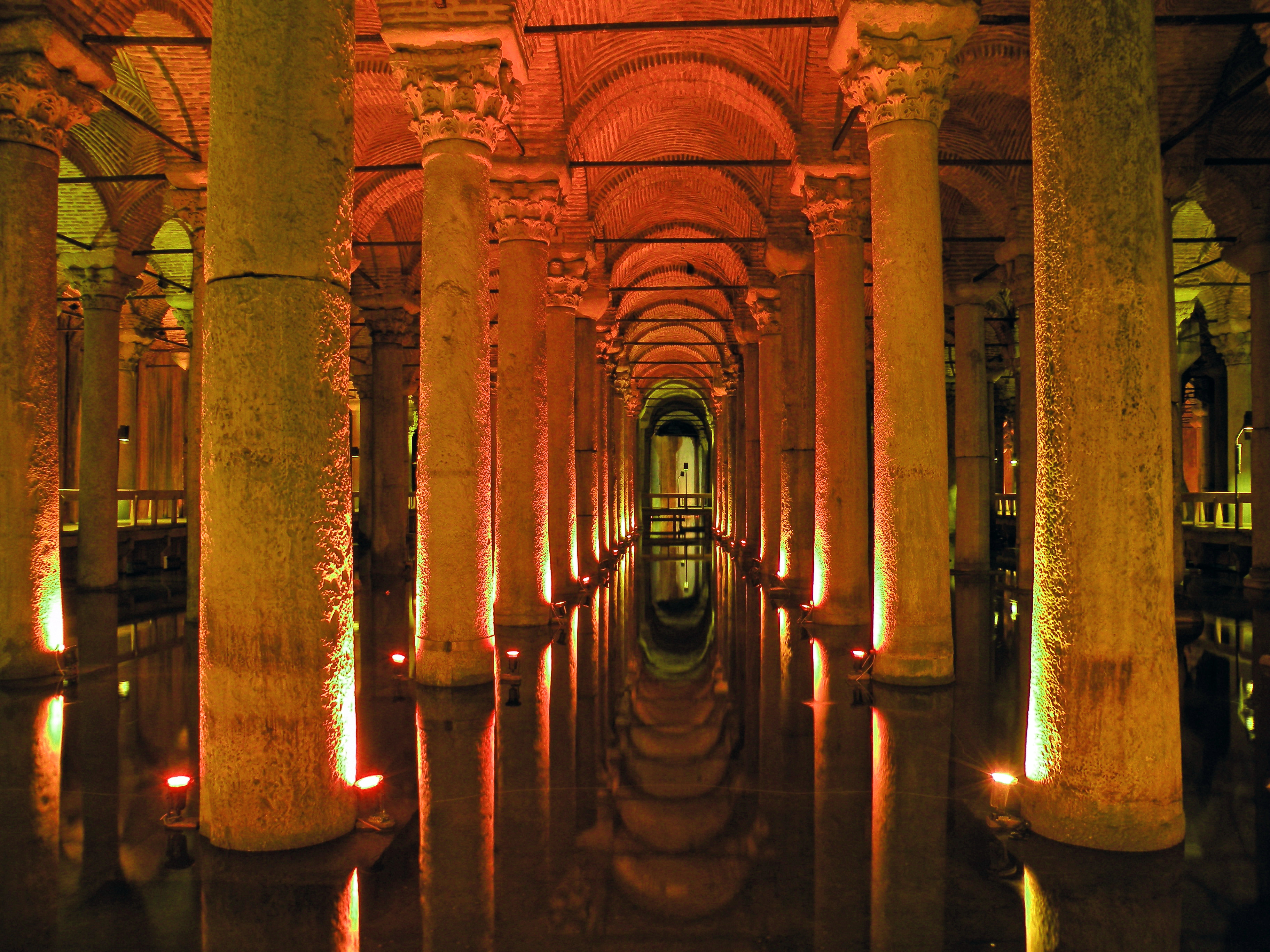
Vue intérieure de la Citerne Basilique.

Située à l’ouest de la cathédrale Hagia Sophia, la Citerne-Basilique (en grec : Βασιλικὴ κινστέρνη) est aussi connue sous le nom turc de Yerebatan Sarnıcı (litt : la citerne enfouie sous terre). Elle fut construite par l'empereur Justinien dans le sous-sol d'un grand bâtiment à portiques, la Basilikè, après l'incendie de celui-ci lors de la sédition Nika en 532.
N’ayant aucune rivière  et très peu de sources, Constantinople devait pouvoir compter sur de nombreux réservoirs pour s’alimenter en eau, spécialement lors des nombreux sièges de la ville. Des aqueducs amenaient l’eau des forêts situées à l’ouest de la ville dans des citernes certaines à ciel ouvert, d’autres (environ quatre-vingt) couvertes. La citerne-basilique reposait sur 336 colonnes d’une hauteur de 8 m disposées sur 12 rangées de 28 colonnes. Elle avait une capacité de 78 000 m3,.
- Palais de Boucoléon (construction de l’ensemble : Xe siècle )

Le Palais de Boucoléon (en grec : Βουκολέων; en turc : Bukoleon Seraı) est un ensemble   composé jadis d’un port artificiel construit au IVe siècle et de plusieurs palais construits par Nicéphore II Phocas (r. 963-969). Considéré comme la « résidence maritime des Empereurs », il faisait partie du domaine impérial du Palais Sacré auquel il était relié. Il tire son nom d’une sculpture située à son entrée représentant le combat d’un bœuf et d’un lion.  Pillé lors du sac de Constantinople en 1204, il fut abandonné au profit du palais des Blachernes sous les Paléologue,.
- Palais des Blachernes (résidence impériale : 1204)

Bien qu’il ait été utilisé fréquemment par les empereurs byzantins avant 1204, c’est à partir de la conquête de Constantinople par les croisés que le palais des Blachernes (grec moderne : τὸ ἐν Βλαχέρναις Παλάτιον : « le palais dans les Blachernes ») deviendra la résidence habituelle des empereurs latins, puis après la restauration, des empereurs de la dynastie paléologue. Le domaine impérial des Blachernes réparti sur une superficie de 2 km2 longeait les remparts de Théodose depuis les premiers contrebas de la sixième colline jusqu’aux murs d’Héraclius en bordure de la Corne d’Or. À l’instar du Palais Sacré, le palais des Blachernes se présentait comme une succession de bâtiments auxquels chaque empereur ajoutait ses propres dépendances lors de son règne. Chacune des constructions de cet ensemble était considérée comme un palais portant le nom de l’empereur qui l’avait fait construire,.
- Le palais du Porphyrogénète (en grec : τὰ βασίλεια τοῦ Πορφυρογεννήτου; en turc Tekfur Sarayı [« Palais du Souverain »]) fut construit entre 1261 et 1291, par Constantin Paléologue, l'un des fils de Michel VIII, mais ses soubassements appartiennent à un bâtiment plus ancien des Xe siècle et XIe siècle, construit entre 944 et 959 par Constantin VII Porphyrogénète (r. 913 – 959).

- La basilique Sainte-Marie-Mère-de-Dieu, dite « Sainte-Marie des Blachernes » (en grec Θεοτόκος των Βλαχερνών; en turc : Meryem Ana Kilisesi), constituait le sanctuaire le plus sacré de Constantinople. Un premier édifice fut édifié sur cet emplacement en 452 par l'impératrice Pulchérie, et complété par son mari, l’empereur Marcien (r. 450-457) pour abriter la Sainte robe et le Saint Voile, rapportées de Palestine. L’empereur Léon Ier (r. 457-474) fit construire deux autres édifices : un parecclesion  appelé le Saint Reliquaire (Ayίa Sorόs) ainsi que le « bain sacré » (Ayίon Loύsma) autour de la fontaine. Détruite par le feu en 1434, la basilique fut rebâtie et restaurée à de nombreuses occasions,.

- La tour d’Isaac Ange  ainsi que la prison d’Anémas  (en turc : Anemas Zindanları) font   partie des murailles de la ville. La tour d’Isaac Ange fut ainsi nommée après 1453 en souvenir de l’empereur Isaac II (r. 1185 – 1195;  1203 – 1204) qui y avait été enfermé; la prison  fait référence à Michel Anemas, général byzantin qui se souleva sans succès contre l'empereur Alexis Ier Comnène (r. 1080 – 1118) et qui fut la première personne emprisonnée dans ce bâtiment,. Dans les derniers siècles de l’empire, quatre empereurs y seront emprisonnés : Andronic Comnène (r. 1183 – 1185), Andronic IV Paléologue (r. 1376 – 1379), Jean V Paléologue (r. 1341 - 1376, 1379 – 1390, sept. 1390 – fév. 1391) et le futur empereur Manuel II (r. 1391 -1425).

- La Porte des Blachernes ou Porte de Saint-Romain (en grec : Πόρτα τοῦ Ἁγίου Ρωμάνου; en turc connue sous le nom de Topkapı [Porte du Canon] d'après l'imposant canon ottoman   qui se situait en face de la porte lors du siège de 1453): initialement simple porte de ville, elle  fut par la suite réservée à l’empereur lorsque les Blachernes devinrent résidence impériale. L'empereur Constantin XI (r. 1448 – 1453) mourut en défendant sa capitale près de cette porte le 29 mai 1453.

- Église Pammakaristos (fin XIe siècle – début XIIe siècle

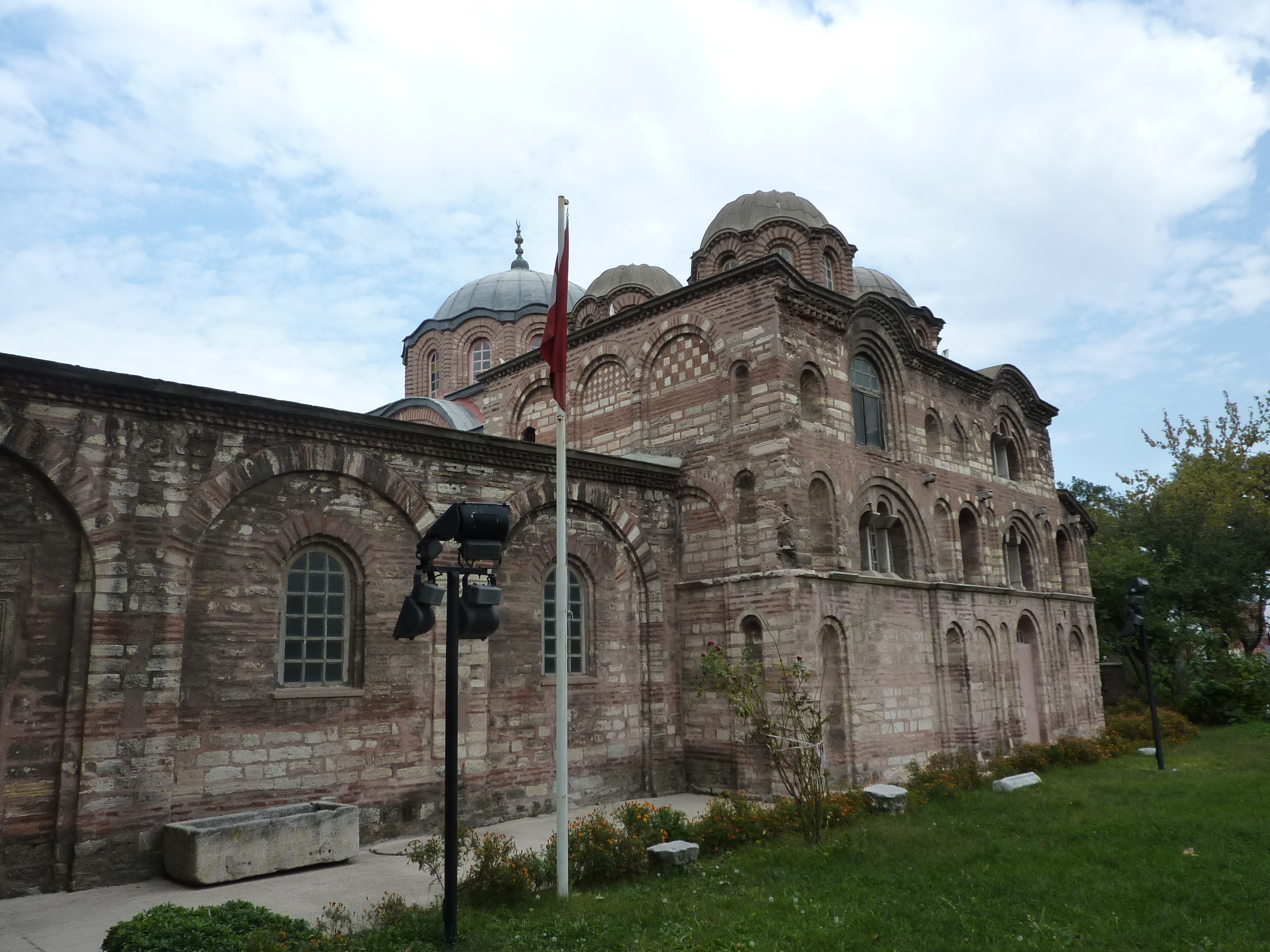
L'église de la Theotokos Pammakaristos et son parecclésion.

L’église Pammakaristos, aussi appelée église de la Theotokos Pammakaristos (en grec : Θεοτόκος ἡ Παμμακάριστος), est l’une des plus célèbres églises grecques orthodoxes d’Istanbul. Elle fut construite à la fin du XIe siècle ou au début du XIIe siècle pour Michel VII Doukas (r. 1071 – 1078) et son épouse Marie, sœur d’Alexis II comnène et servit de couvent pour femmes. L’édifice est l’un des plus importants exemples de l’architecture paléologienne et le dernier édifice pré-ottoman à avoir abrité le patriarcat œcuménique avant la conquête,.  Transformée en mosquée en 1591 après la conquête par Mehmet II elle prit alors le nom de mosquée Fethiye (en turc : Fethiye Camii – mosquée de la conquête).
Son parecclésion  sert aujourd’hui de musée.
- Tour de Léandre (1110)

La première tour fut initialement construite en 408 av. J.-C. sur un ilot face à Chrysopolis (aujourd’hui Üsküdar) par le général athénien Alcibiade après la victoire navale de Cizique et servit possiblement de poste de douane pour les navires venant de la mer Noire . Le nom de "tour de Léandre" fait allusion à la légende mythologique grecque de Hero, jeune homme d'Abydos, de l'autre côté du détroit d'Abydos, qui nageait tous les soirs pour  rejoindre son amante, Léandre, laquelle allumait une lumière au sommet de la tour pour guider son chemin.
La tour fut reconstruite et transformée en forteresse par l'empereur byzantin Alexis Comnène en 1110, puis restaurée et légèrement modifiée à plusieurs reprises par les Turcs ottomans, les plus importantes restaurations ayant lieu en 1509 et 1763. Connue en turc comme Kiz Kulesi, elle servit successivement de phare, puis de station de quarantaine (1829) avant d’être restaurée par le sultan Mahmoud II (r. 1808 – 1839) en 1832. La restauration la plus récente date de 1998. Des soutiens en acier ont été ajoutés autour de l'ancienne tour à titre de précaution, après le tremblement de terre du 17 août 1999 .
- Palazzo del Comune (1314)

En 1314, le podesta génois résidant à Galata, Montano de Marinis, fit bâtir le Palazzo del Comune (Palais de la ville), une réplique du palais San Giorio de Gênes. Les ruines de ce palais existent encore dans les petites rues de Bakalar Caddesi de l’ancien quartier de Galata, aujourd’hui Karaköye, où se trouvaient de nombreuses maisons de la colonie génoise du XIVe siècle.
- Tour de Galata (1348)

La tour de Galata (en turc : Galata Kulesi) appelée tour du Christ (en latin : Christea Turris) par les Génois fut construite en 1348 lors d’un agrandissement de la colonie qui avait obtenu de Michel VIII Paléologue (r. 1261 – 1282) l’autorisation de s’établir à Galata. Elle était alors l’endroit le plus élevé de Constantinople (66,9 m.) .  La tour marquait la limite nord des murs qui protégeaient la colonie.
En 1453, le sultan Mehmed II fit ouvrir une brèche dans les murailles et, à partir de 1717, les derniers étages de la tour furent utilisés comme poste d'observation pour les veilleurs chargés de signaler les incendies. Sous Soliman le Magnifique (r. 1520 – 1566), elle servit de prison, puis de tour d'observation astronomique sous Murad III (1574 – 1585).

## Structures ottomanes

### Avant la conquête

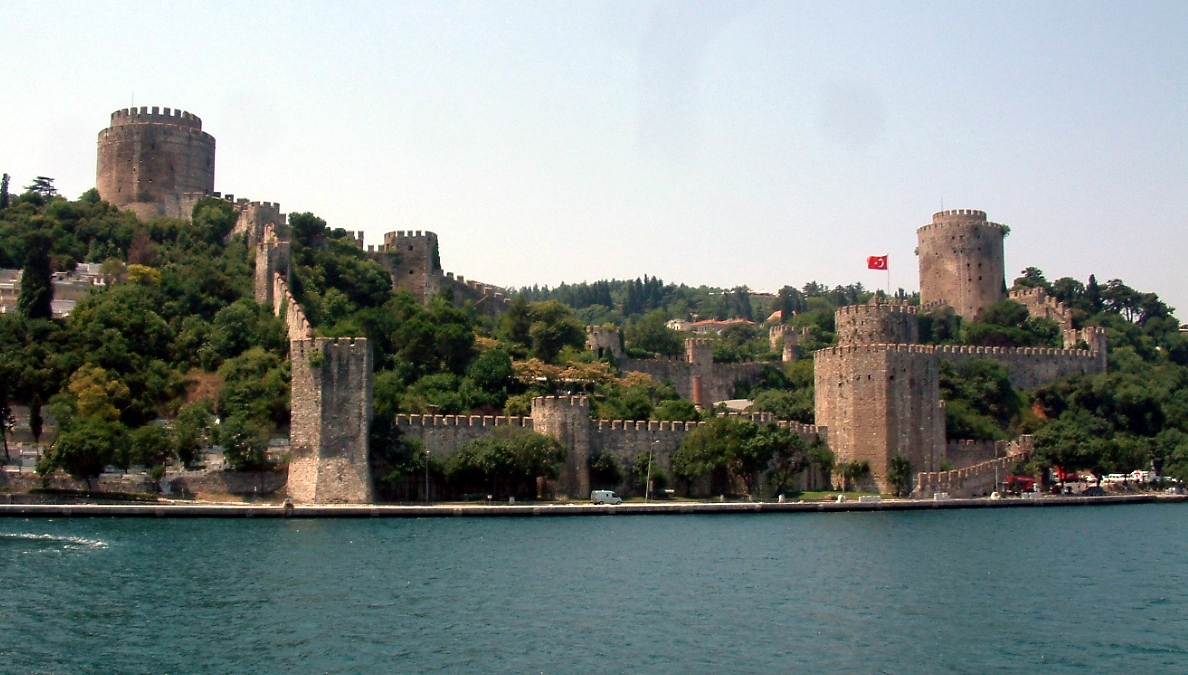
Rumeli Hisari, vu depuis le Bosphore.

- Le monument turc le plus ancien d’Istanbul est le Anadolu Hisarı (Château de l'Anatolie) construit sur le côté asiatique du Bosphore entre 1393 et 1394 par le sultan ottoman Bayezid Ier  (r. 1389 – 1402) dans le cadre de ses préparatifs pour le deuxième siège ottoman de Constantinople en 1395[63].
- Sur le côté européen du Bosphore, Mehmed II (r. 1444 – 1446; 1451 -1481) fit construire une autre forteresse, Rumeli Hisari, en 1451 pour assurer le contrôle absolu du trafic maritime dans le détroit du Bosphore, particulièrement important pour les Génois de Galata et leur commerce avec la mer Noire[64].

### De la conquête auXVIIesiècle
En déclin depuis des décennies, Constantinople n’offrait au moment de la conquête ottomane qu’un pâle reflet de sa grandeur passée. Mehmed II lança un vaste programme de reconstruction incluant la transformation d’anciennes églises orthodoxes et la construction de nouvelles mosquées, ainsi que d’édifices civils comme le palais Topkapi et le Grand Bazar ou la rénovation de parties importantes des murailles de la ville.

#### Mosquées

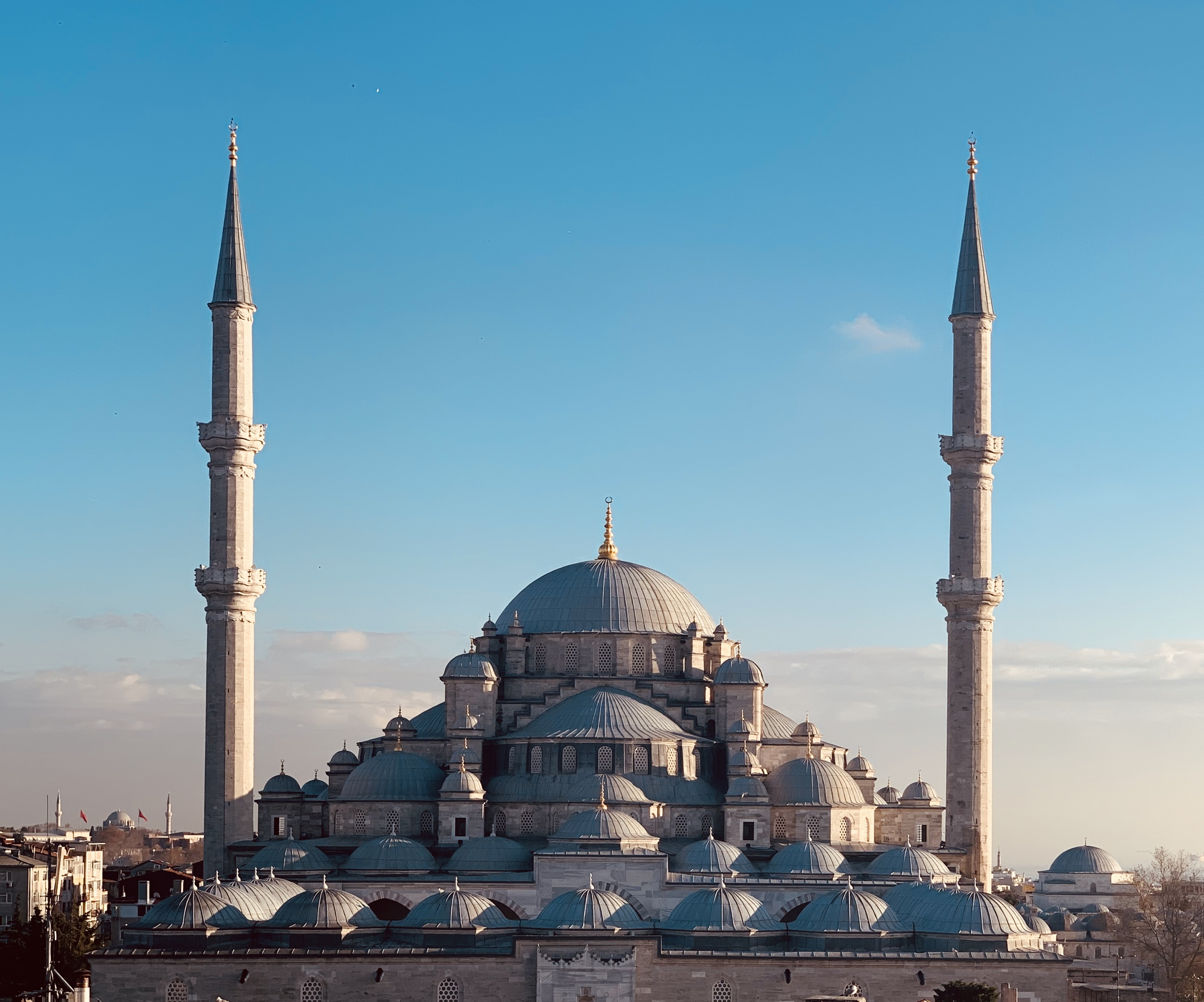
La mosquée Fatih vue du côté sud-est.

- Mosquée Eyüp Sultan (en turc : Eyüp Sultan Camii).

Située en dehors des murailles de Constantinople, ce complexe (külliye) fut construit dès 1458 à l'emplacement du tombeau d'Eyüp Sultan que l’on dit être mort lors du premier siège arabe de Constantinople en 690. Par la suite, tous les sultans devaient s’y rendre pour y accomplir, lors de leur accession au pouvoir le rituel de  la prise en charge symbolique de l’épée d’Osman, fondateur de la dynastie ottomane,.
- Mosquée Fatih (en turc : Fatih Camii) ou mosquée du Conquérant (en turc : Fatih Sultan Mehmed).

Le complexe qui comprend également la médersa Sahn-ı Seman fut érigé entre 1463 et 1470 sur ordre de Mehmed II sur le site de l'ancienne Église des Saints-Apôtres, en très mauvais état après la conquête. L’église fut détruite en 1461 pour faire place au nouvel édifice qui devait être le complexe le plus étendu et le plus complet en son genre. La mosquée fut très sérieusement endommagée lors de tremblements de terre en 1509, 1754 et 1766; elle fut rebâtie dans un style baroque en 1771, .
- Mosquée Bayezid II (en turc : Beyazıt Camii).

La mosquée   fut construite entre 1500 et 1505 par le sultan ottoman Bayezid II (r. 1481 – 1512). Il s'agit du second complexe impérial de mosquée érigé à Istanbul après la conquête de Constantinople par les Ottomans . Elle est située non loin du Grand bazar et des ruines du forum de Théodose. Le plan réinterprète pour la première fois dans l’architecture ottomane, le dispositif basilical de Sainte-Sophie.  Comme à la Fatih camii, le plan basilical permet des prises de lumière dans les grands tympans. Cour et mosquée s’inscrivent dans deux carrés. Derrière la mosquée se trouvent les tombes (türbe) du sultan Bayezid II, de sa fille Selçuk Hatun, et du grand vizir Koca Mustafa Reşid Pasha,.
- Mosquée Süleymaniye (en turc : Süleymaniye Camii).

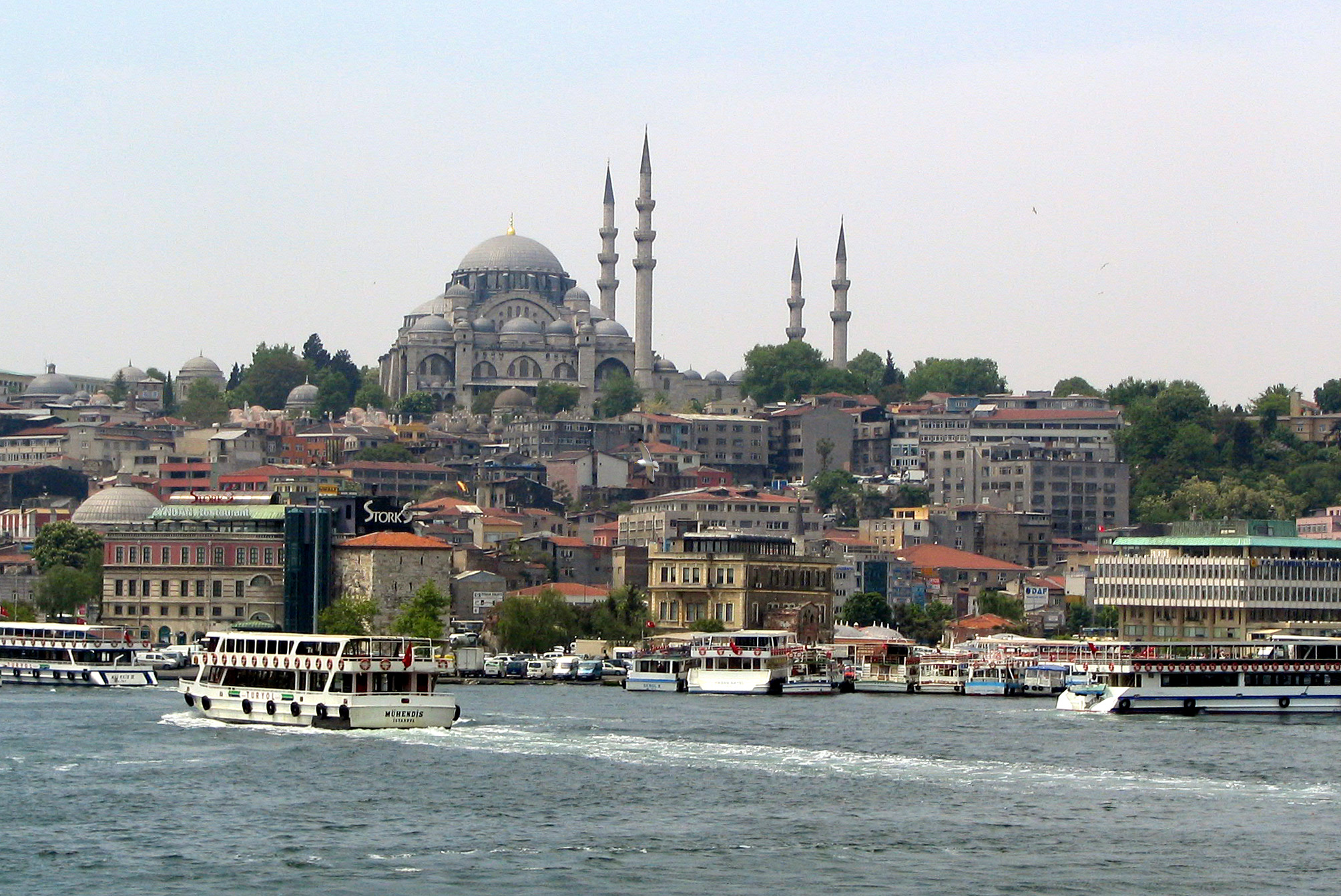
La mosquée Süleymaniye vue du Bosphore

La mosquée Süleymaniye fut construite de 1550 à 1557 par le sultan Soliman le  Magnifique (r. 1520 – 1566) sur une des collines d’Istanbul donnant sur la Corne d’Or et fut la seconde mosquée impériale en importance après la mosquée Fatih. Avec ses quatre minarets (rappelant que Soliman était le quatrième sultan ottoman à Istanbul), son dôme en cascade percé de 32 fenêtres s’élevant à  47,75 m jusqu'à la clé de voûte, elle est l’un des monuments les plus remarquables en son genre.
La mosquée est le cœur d’un complexe comprenant une école coranique (darülkurra), un hôpital, un bain public (hamam), un hospice, six collèges de théologie (médersa, ou madrassa), des soupes populaires, des magasins, et les mausolées (türbe) du sultan Soliman et de son épouse Roxelane (Hürrem Sultan).
- Mosquée Neuve (en turc : Valide Sultan Camii).

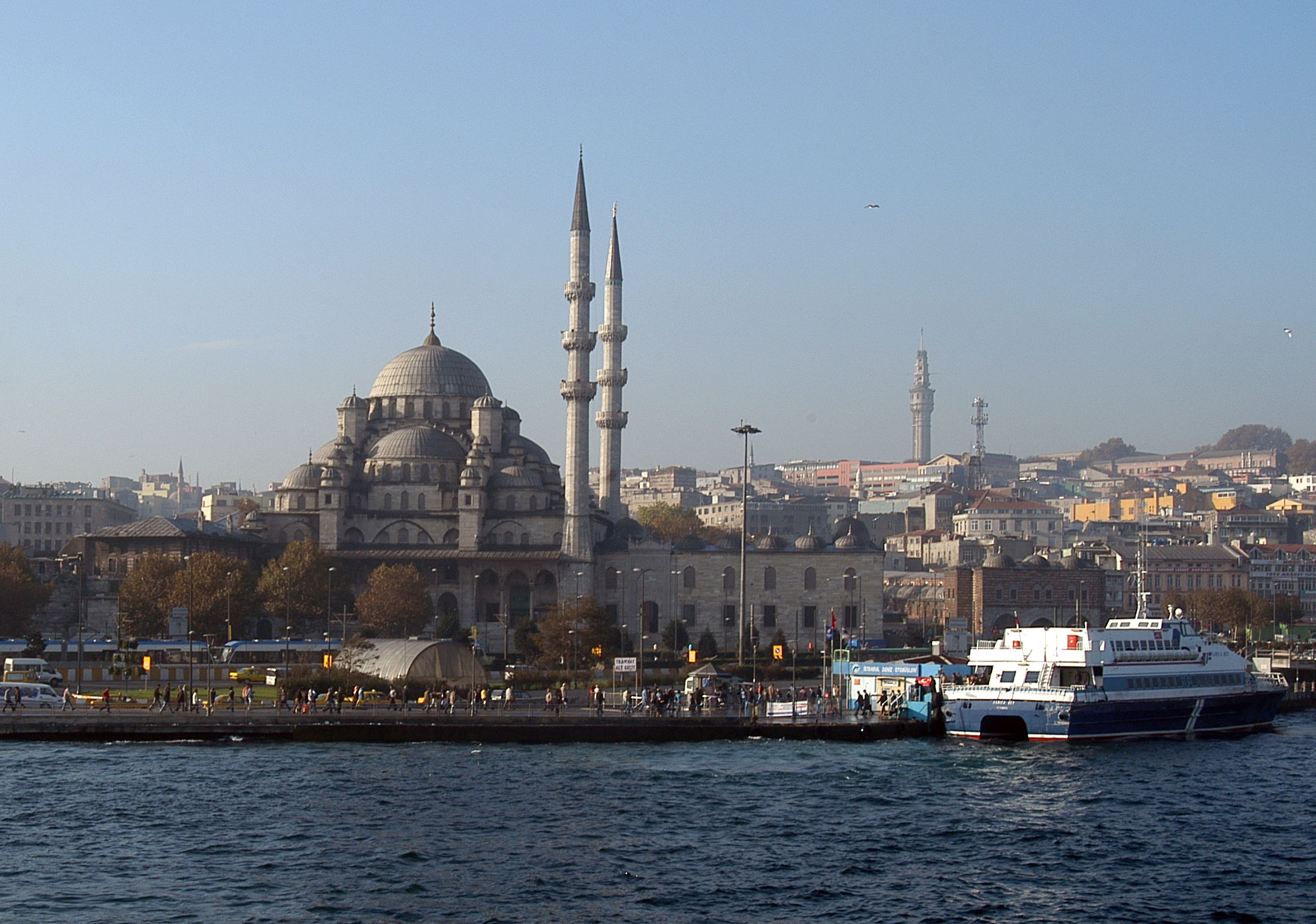
La mosquée Neuve.

Située sur la rive sud de la Corne d'Or, au débouché sud du pont de Galata, à proximité du bazar égyptien, la construction de la mosquée Neuve commença en 1597 sur l'ordre de la sultane Safiye, épouse du sultan Mourad III (r. 1574-1595) et mère  (valide sultan) du sultan Mehmet III (r. 1595 – 1603), mais ne fut complétée qu’entre 1660 et 1665, à cause de dissensions à la cour du sultan, vu son emplacement et son coût. À la mort de Mehmet III, le nouveau sultan Ahmet Ier (r. 1603-1617) s’en désintéressa. La sultane mère dut abandonner son projet et fut reléguée dans un harem. Faute d’entretien, le bâtiment inachevé tomba en ruines et ce qui restait en grande partie détruit par un incendie en 1660. L'année suivante, l'architecte impérial Mustafa Ağa suggéra que la Validé Hatice Turhan, la mère du Sultan Mehmed IV, achève le projet en témoignage de sa piété. La mosquée put être achevée en 1663 et inaugurée en 1665.
La mosquée est considérée comme un exemple architectural de la période dite du « Sultanat des Femmes » de l’Empire ottoman, s’étendant approximativement de 1533 à 1656 ,.

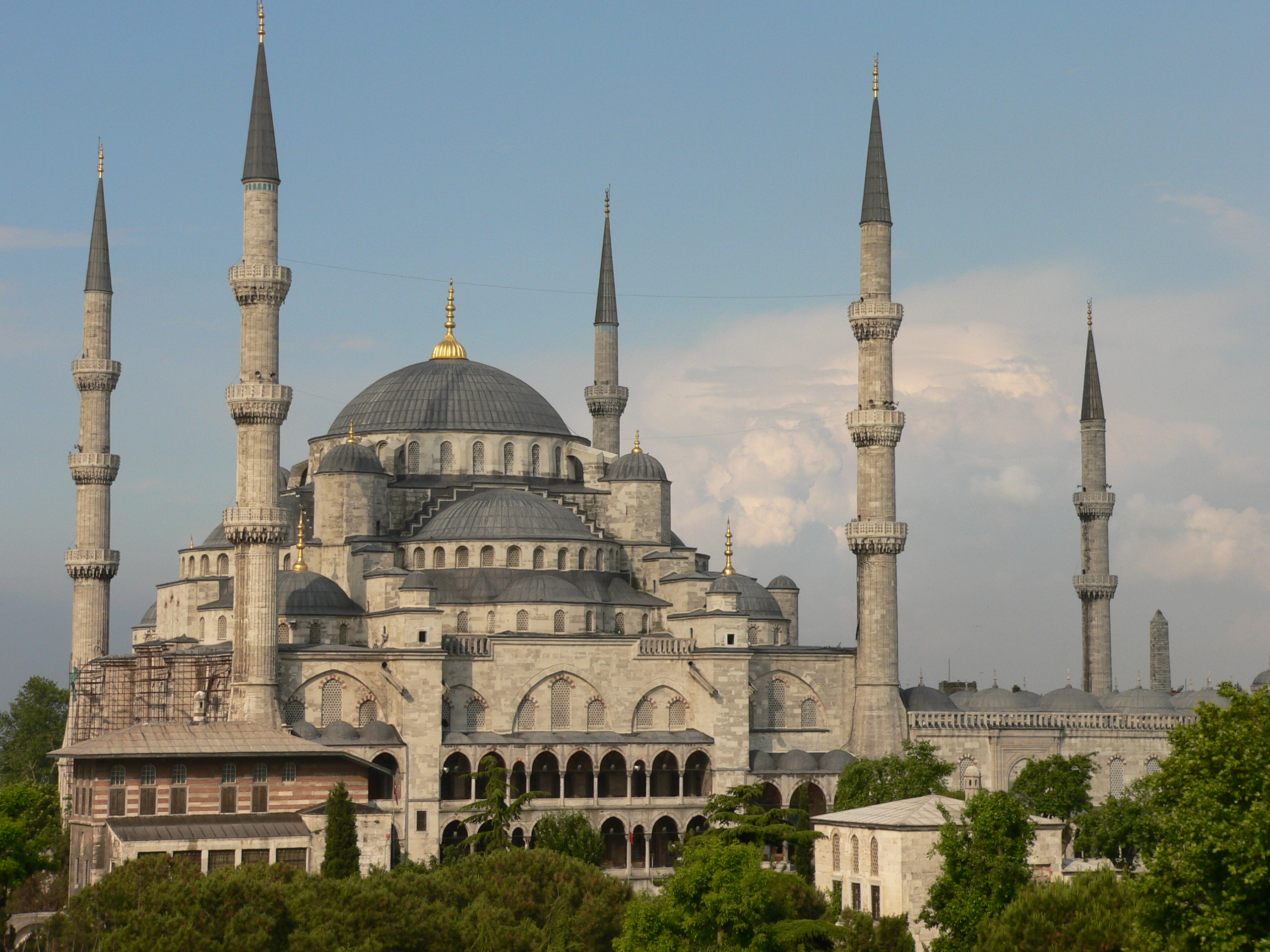
La mosquée du sultan Ahmet.

- Mosquée bleue ou mosquée du sultan Ahmet (en turc : Sultan Ahmet Camii ou Sultanahmet Camii)

Ainsi surnommée pour les quelque 20 000 céramiques à dominante bleue qui ornent les murs intérieurs, la mosquée du sultan Ahmet fut construite entre 1609 et 1616, sous le règne du sultan Ahmet Ier. Ayant dû signer une paix sans victoire décisive avec l’archiduc Matthias d’Autriche, le sultan décida la construction de cette mosquée pour ramener la faveur divine. Son emplacement sur le site de l'ancien Grand Palais des empereurs byzantins, face à la basilique Ayasofya - Sainte Sophie (à cette époque, la mosquée la plus vénérée à Istanbul) et à l'hippodrome était particulièrement symbolique. Il s’agissait de démontrer que les architectes ottomans étaient les égaux de leurs prédécesseurs chrétiens. Le plan de la mosquée s’inspire à la fois de celui de Hagia Sophia ainsi que des mosquées construites au siècle précédent par l’architecte Sinan, en particulier de la mosquée Süleymaniye et de la mosquée Bayezid II.  Plusieurs palais, déjà construits au même endroit, durent être achetés (à un prix considérable provenant du trésor public, ce qui provoqua la colère des ulémas) et détruits, en particulier le palais de Sokollu Mehmet Pacha, et de grandes parties de la Sphendonè (les tribunes courbes à structure en U de l'hippodrome). Comme beaucoup d'autres mosquées, elle comporte également la tombe du fondateur, une médersa et un hospice.

#### Édifices civils
.

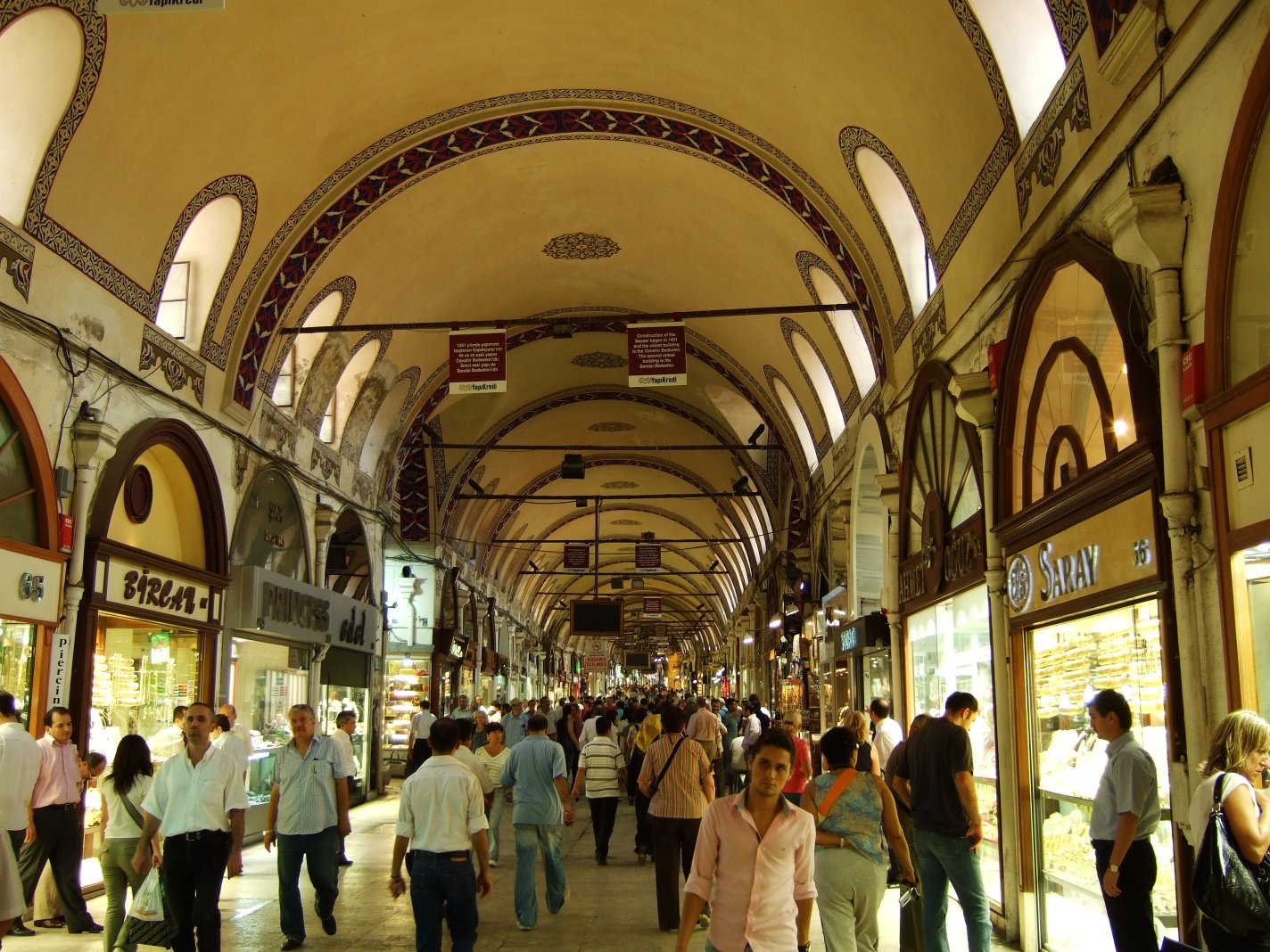
Le grand bazar d’Istanbul

- Grand bazar d'Istanbul (en turc : Kapalı çarşı, littéralement « marché couvert »).

Érigé à partir de 1455 sur ordre du sultan Mehmet II, le Grand Bazar d’Istanbul est l'un des plus grands bazars au monde. avec ses cinquante-huit rues intérieures auxquelles on accède par dix-huit portes et ses quatre mille boutiques. Le but du sultan était de redonner vie à la ville en déclin économique depuis des décennies.  Le premier édifice construit près du palais du sultan était consacré au commerce des textiles et des bijoux et fut confié au waqf de Hagia Sophia.
Il fut élargi considérablement au XVIe siècle sur ordre de Soliman le Magnifique (r. 1520 – 1566), mais fut la proie à de nombreuses reprises de tremblements de terre et d’incendies dévastateurs. Au début du XVIIe siècle, le bazar avait pratiquement atteint la forme qu’on lui connait. L’expansion de l’Empire ottoman qui s’étendait sur trois continents, le contrôle qu’il exerçait sur les routes reliant l’Asie et l’Europe, faisaient du Grand Bazar le caravansérail par excellence du monde méditerranéen.
La bonne fortune commença à tourner avec le XIXe siècle et le début de l’industrie du textile et de la production de masse en Europe ainsi qu’avec le régime des capitulations .
- La Porte d'Or (en grec : Χρυσεία Πύλη; en turc : Altınkapı ou Yaldızlıkapı) et la Forteresse des Sept-Tours (en turc : Yedikule Hisarı, en grec : Ἑπταπύργιον, Heptapyrgion).

Après la prise de Constantinople en 1453, le sultan Mehmed II bâtit un nouveau fort en 1458 en ajoutant trois tours aux quatre existant dans les murs théodosiens, ce qui donna naissance à la Forteresse des Sept tours (en turc : Yedikule Hisarı, en grec : Ἑπταπύργιον, Heptapyrgion). La Porte d'Or  qui avait été, au cours de l’Empire byzantin, la porte principale des murailles perdit sa fonction d’entrée de cérémonie pour être utilisée comme trésorerie, archive et prison. Ainsi, les ambassadeurs des États avec lesquels l'Empire ottoman était en guerre y furent souvent emprisonnés. Parmi les prisonniers les plus célèbres figure le jeune sultan Osman II qui y est incarcéré avant d'être exécuté par les janissaires en 1622.
- Palais de Topkapi (en turc : Topkapı Sarayı)

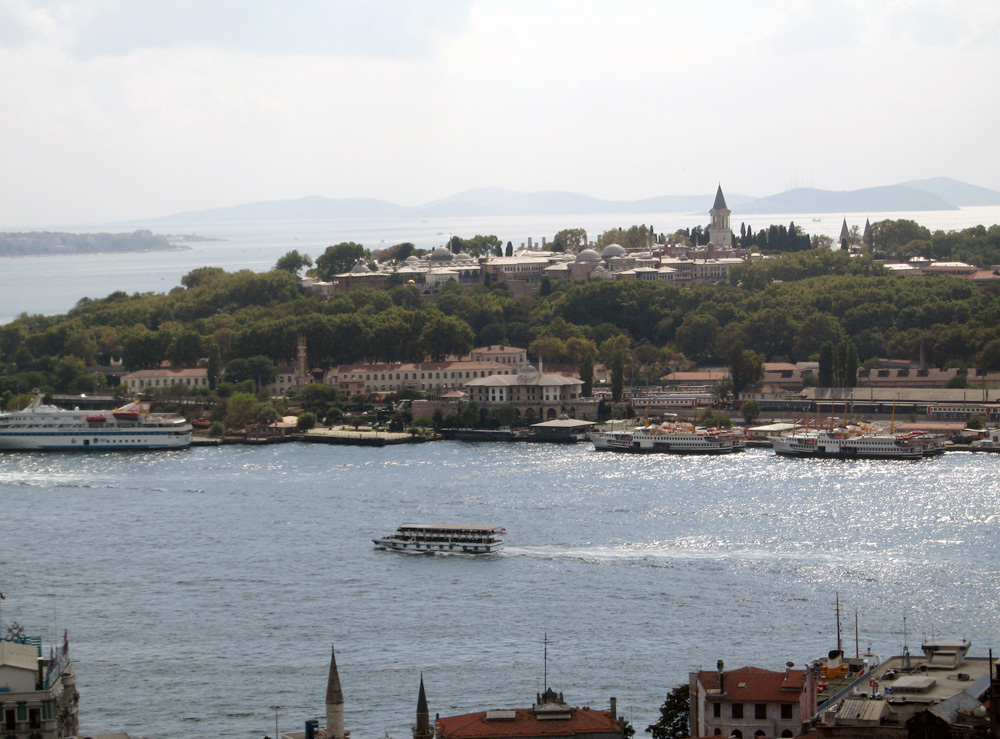
Le complexe du palais et la Corne d’Or vus de Galata

.
Le palais de Topkapi est un immense complexe, s’étendant sur  700 000 m2 (70 ha) entouré de cinq kilomètres de remparts.  Construit sur l’emplacement de l’acropole de l’antique Byzance, il domine la Corne d'Or, le Bosphore et la mer de Marmara .
Sa construction commença en 1459, sous le sultan Mehmed II; de 1465 à 1853 il est la résidence de ville, principale et officielle, du sultan ottoman. Le nom de « Topkapı Sarayı » signifie littéralement « palais de la porte des canons », d'après le nom d'une porte voisine aujourd'hui disparue. À l’apogée de son existence, il abritait 4 000 personnes.
Le palais de Topkapı perdit progressivement de son importance à partir de la fin du XVIIe siècle, lorsque les sultans s’installèrent dans un nouveau palais le long du Bosphore. Certaines fonctions, comme le trésor impérial, la bibliothèque, les mosquées et la monnaie resteront toutefois à Topkapı. En 1853, le sultan Abdülmecid Ier décida de déplacer sa cour vers le palais de Dolmabahçe, premier palais de style européen de la ville. Il est inscrit depuis 1985 sur la liste du patrimoine mondial de l'UNESCO.

### XVIIesiècle– Seconde Guerre mondiale
Les édifices ottomans traditionnels étaient construits de bois, souvent richement décoré. Seuls le « édifices publics », tels les palais et mosquées étaient construits de pierre. À partir du XVIIIe siècle la pierre remplacera le bois et les styles traditionnels ottomans céderont le pas au style baroque. L’intérieur du palais d'Aynalıkavak (en turc : Aynalıkavak Kasrı) érigé en 1613 par le sultan Ahmet Ier et remodelé à plusieurs reprises, la mosquée Nuruosmaniye (Nuruosmaniye Camii, en turc) près du Grand Bazar et le harem du palais Topkapi seront parmi les premiers exemples de cette adaptation du baroque au style ottoman.
Les réformes du Tanzimat conduiront à partir de 1839 à un processus d’européanisation de la Turquie et à l’édification d’édifices de style néoclassique, baroque et rococo, voire néo-gothique, qui s’entremêlent souvent dans un même édifice. Outre palais et mosquées, de nombreux édifices publics comme des écoles et casernes militaires furent également construits dans différents styles européens.
- Palais de Dolmabahçe (en turc : Dolmabahçe [lit : jardin comblé] Sarayı)

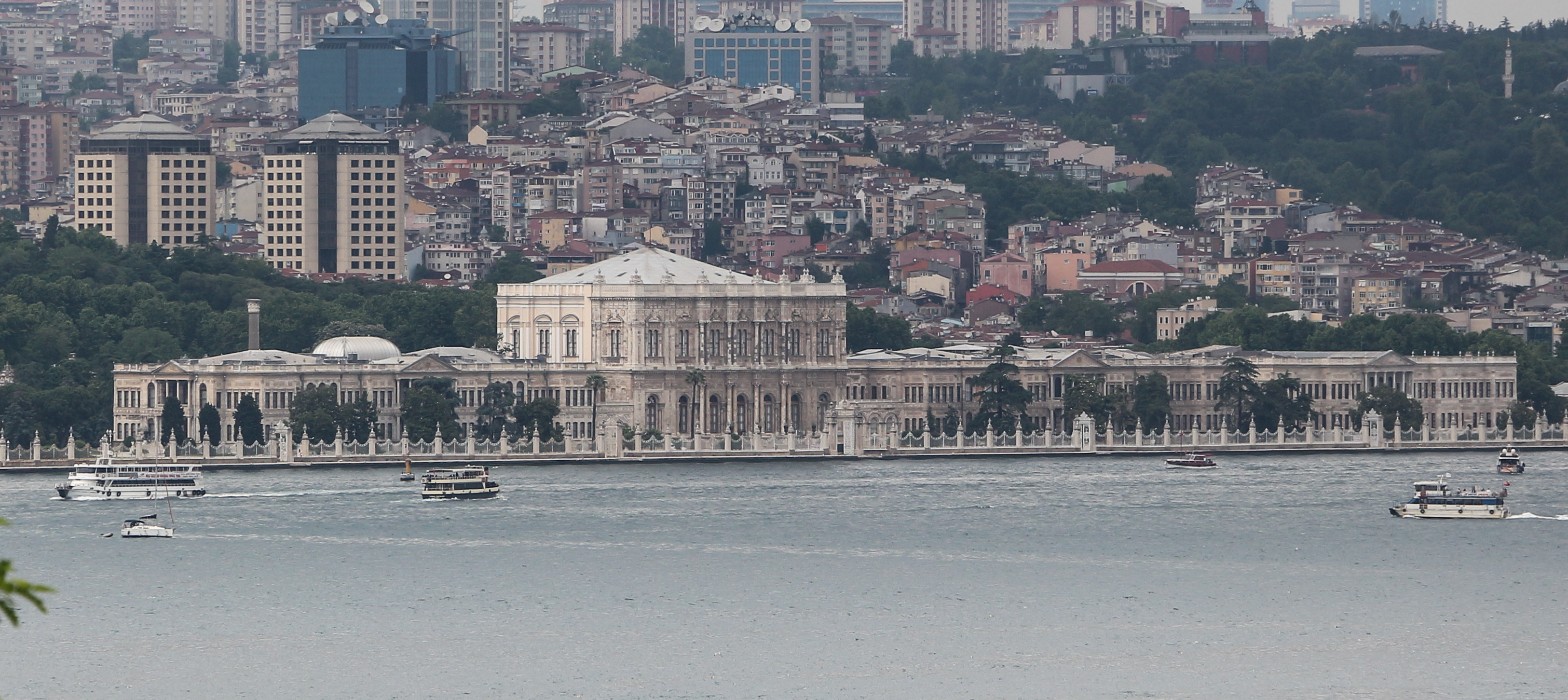
Le palais de Dolmabahçe vu du Bosphore.

Le palais de Dolmabahçe fut construit sur le site d’un ancien port byzantin comblé au XVIIe siècle et transformé en jardin impérial. Plusieurs palais d'été y ont été bâtis  au cours des XVIIIe siècle et XIXe siècle. C’est le sultan Abdülmecid Ier qui décida sa construction en 1843 de façon à emménager dans un palais plus moderne que le Topkapi. Il servira de résidence à six sultans de 1856 à 1924 lorsque sera aboli le califat. Fondateur de la république turque, Mustafa Kemal Atatürk l’utilisera comme résidence d’été et y mourut le 10 novembre 1938.
D’une superficie totale de 45 000 m2, il comporte plus de 300 pièces et est le plus grand palais de Turquie. Si la décoration est essentiellement réalisée selon le modèle occidental, avec des éléments baroque, rococo et néoclassique mélangés avec des traditions de l'art ottoman et de la culture traditionnelle, sa conception est appropriée à la vie du palais ottoman avec ses trois parties traditionnelles : le quartier réservé aux hommes (Mabeyn-i Hümâyûn ou Selamlık), les salles de cérémonie (Muayede Salonu) et les appartements de la famille du sultan (Harem-i Humayûn).
- Mosquée d'Ortaköy, officiellement Grande mosquée Mecidiye (en turc : Büyük Mecidiye Camii)

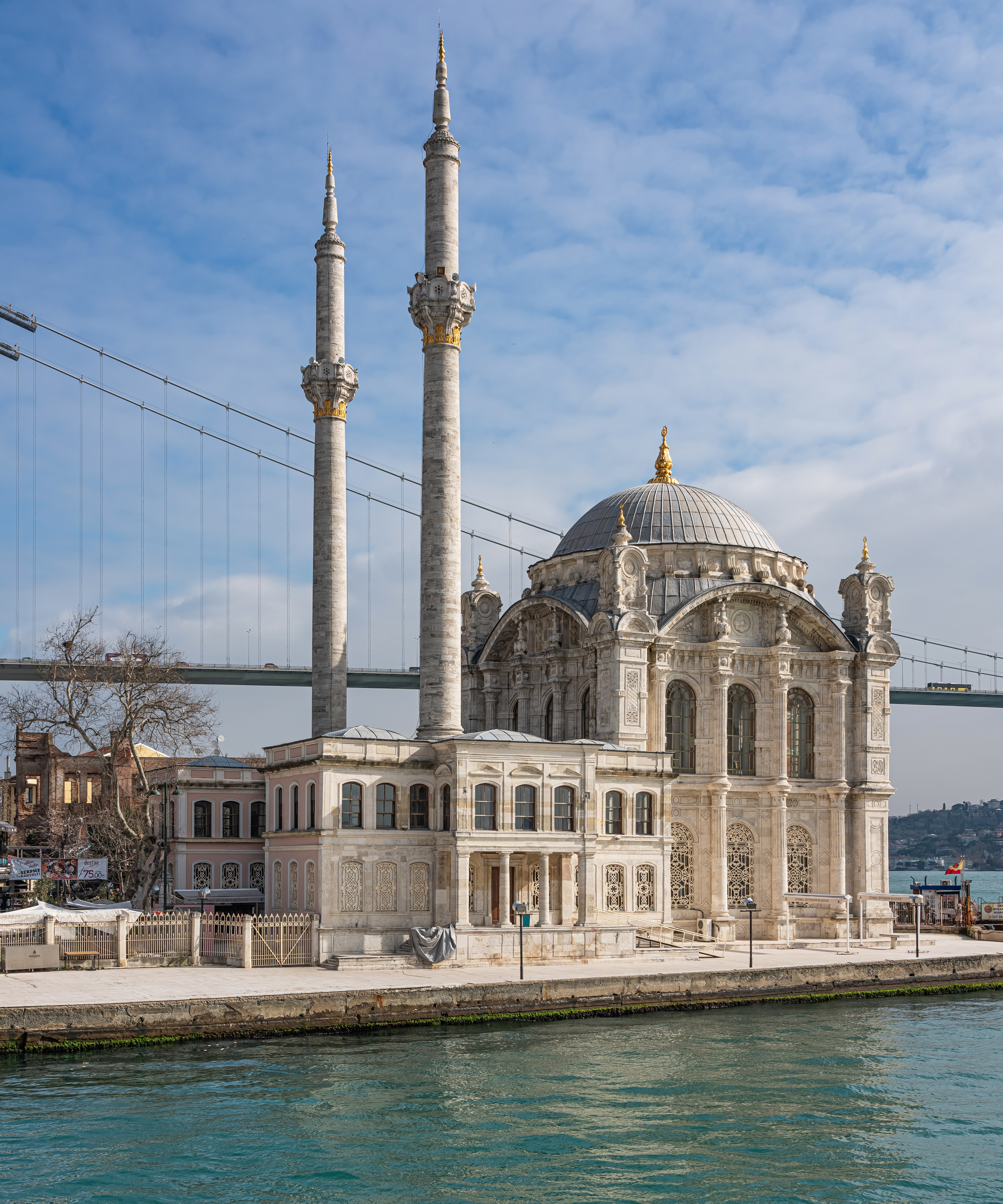
Mosquée d’Ortaköy

La mosquée d'Ortaköy fut construite sur ordre du sultan Abdülmecit Ier   entre 1854 et 1855 par les architectes arméniens Garabet Amira Balyan et le fils de ce dernier Nikoğos Balyan, lequel devait aussi concevoir le palais de Beylerbeyi. La mosquée est de plan général carré et comporte deux minarets. À l’intérieur on trouve de magnifiques exemples de calligraphie réalisés par le sultan Abdülmecit, lui-même excellent calligraphe.
- Palais de Beylerbeyi (en turc : Beylerbeyi [litt : le bey des beys] Sarayı)

Situé sur la rive asiatique, au nord du pont du Bosphore, le palais de Beylerbeyi fut construit par le sultan Abdülaziz (r. 1861 – 1876) entre 1861 et 1865 pour servir de résidence d'été ou d'accueil des visites de chefs-d‘États. Conçu par l’architecte  Sarkis Balyan dans un style baroque français, il est de facture plus sobre que les palais de Dolmabahçe ou de Küçüksu construits avant lui. Le sultan Abdulhamid II (r. 1876 – 1909)  y restera en captivité après avoir été déposé jusqu'à sa mort en 1918.
- Mosquée Pertevniyal Valide Sultan aussi connue sous le nom de Aksaray Valide Mosque (en turc: Pertevniyal Valide Sultan Camii ou Aksaray Valide Sultan Camii).

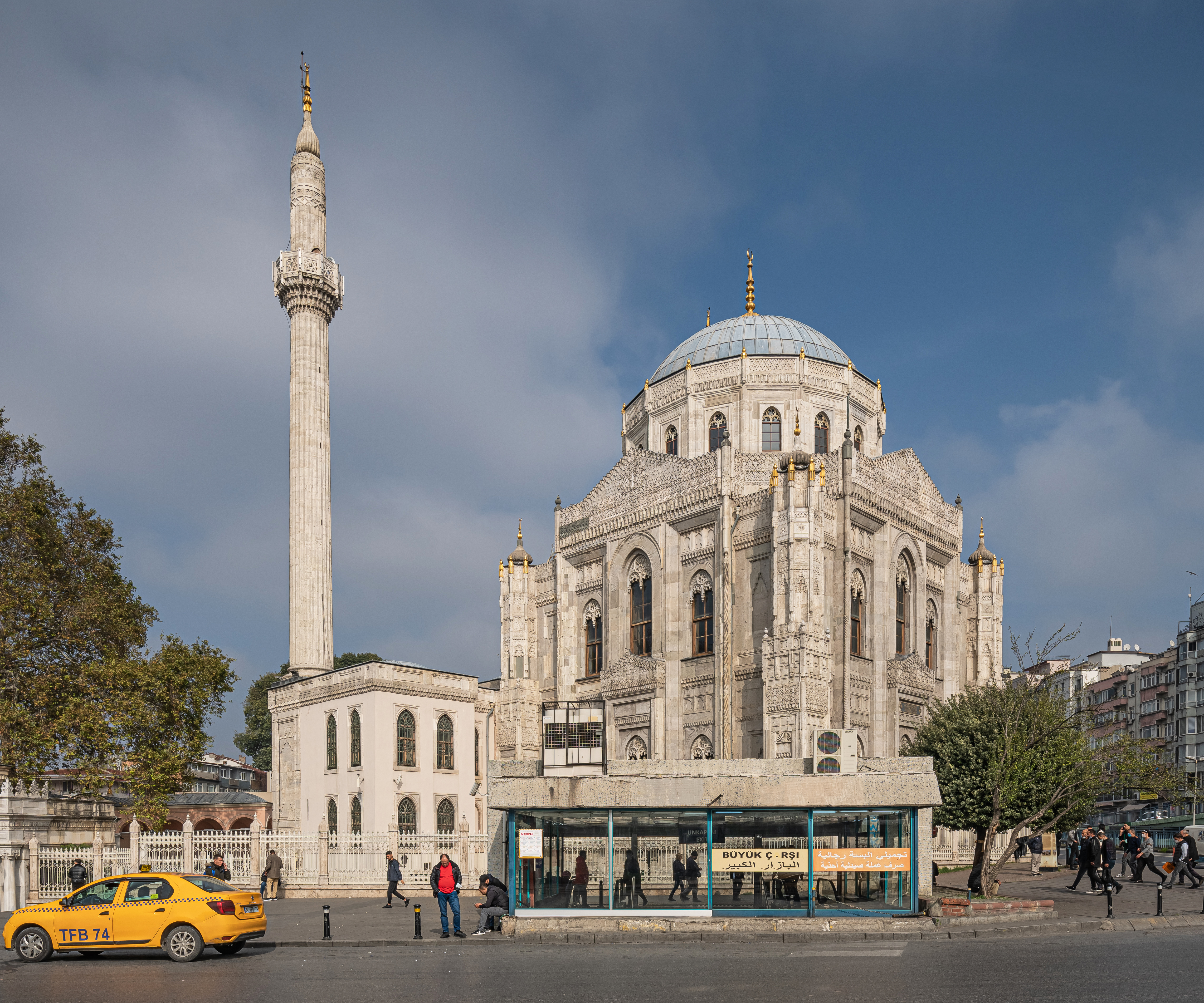
Extérieur de la mosquée Pertevniyal Valide Sultan

L’une des dernières mosquées érigées à Istanbul pendant l’Empire ottoman, la mosquée Pertevniyal Valide Sultan fut construite pour l’épouse du sultan Mahmoud II (r. 1808 – 1839) et mère du sultan Abdülaziz, laquelle y fut enterrée.  Elle fut conçue par l’architecte Sarkis Bey, membre de la famille d’architectes Balyan. Sa construction s’étendit de novembre 1869 à 1871. Conçue dans le style Rococo turc, c’est un bon exemple d’édifice où se mélangent les styles classique ottoman, maure, turc, gothique, Renaissance et Empire.
À partir du début du XIXe siècle, de grandioses ambassades furent construites le long de l’avenue Istiklal de même que différents édifices, la plupart de styles néo-classique et Art nouveau. Vers la fin du XIXe siècle et au début du XXe siècle, Istanbul devint l’un des principaux centres du mouvement Art nouveau, alors que des architectes comme Raimondo D’Aronco construisaient palais et hôtels particuliers tant dans la ville que sur les Iles des Princes. Ses œuvres les plus importantes sont probablement le palais de Yıldız et la Maison Botter sur l’avenue Istiklal.
Le Bosphore fut considéré pendant la période ottomane comme l’endroit idéal pour les résidences d’été et nombreuses furent les grandes familles qui s’y firent construire des maisons traditionnelles ou manoirs de bois appelés « yali ». Le plus ancien yali date de 1699 et se trouve à Kandilli sur la rive asiatique, le yali du pacha Köprülü Hüseyin. Ce genre de résidence secondaire fut particulièrement à la mode durant l’ère des Tulipes marquant le début de l'occidentalisation de l'Empire ottoman (1718 – 1730). Ces yali conservèrent leur apparence traditionnelle jusqu’au milieu du XIXe siècle lorsqu’ils commencèrent à être remplacés par des constructions de pierre et de briques moins inflammables. Leur mode se conserva jusqu’à la Première Guerre mondiale.
De la sorte, vers le milieu du XIXe siècle la partie sud de la Corne d’Or (la péninsule historique de Constantinople) présentait une apparence et une population essentiellement turque, alors que sa partie nord devenait de plus en plus européanisée. Cinq ponts seront successivement construits de 1845 à 1994 pour relier les rives asiatique et européenne d’Istanbul.
- Palais de Yıldız (en turc : Yıldız Sarayı; litt : le palais de l'étoile [yıldız])

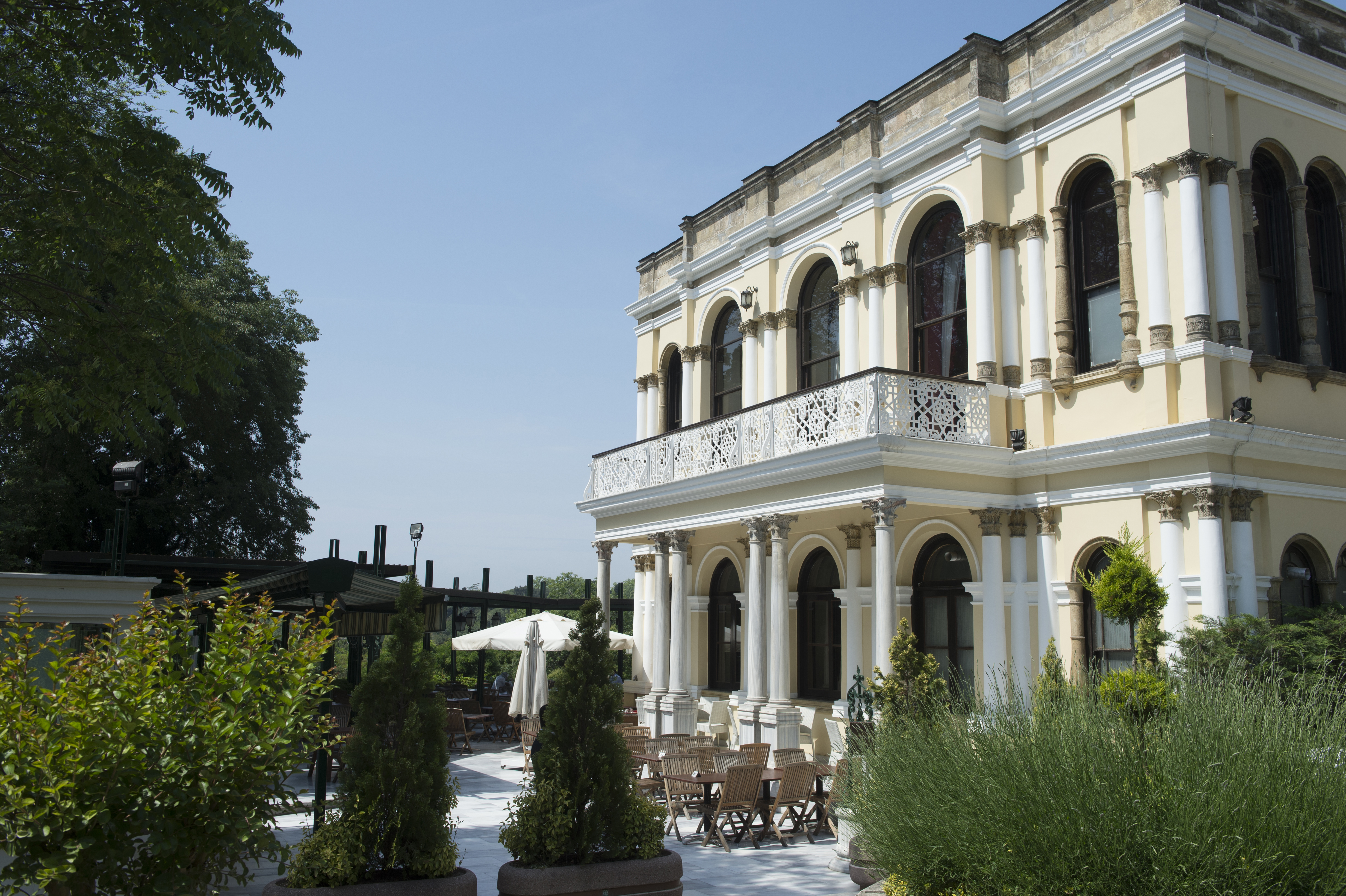
Le pavillon de Malte du palais de Yildiz.

Le palais de Yıldız  est un ensemble de constructions (villas, pavillons) de styles variés construits au XIXe siècle et au début du XXe siècle pour servir de résidence au sultan Abdülhamid II et à sa cour. Il est édifié sur un terrain boisé appartenant traditionnellement au domaine privé du sultan depuis le règne de Ahmet Ier (r. 1603-1617); les sultans Abdülmecid Ier et Abdülaziz s’y étaient déjà fait construire un manoir.
À la fin du XIXe siècle, le sultan Abdülhamid II quitta le palais de Dolmabahçe situé au bord du Bosphore craignant une attaque maritime. Il fit alors agrandir le palais de Yıldız et commanda au célèbre architecte italien, Raimondo D'Aronco, la construction de nouveaux édifices pour l'ensemble palatial. Le palais devient alors le quatrième siège du gouvernement ottoman après le Vieux palais (Eski Sarayı), le palais de Topkapı et le palais de Dolmabahçe.
- Palais du Khédive (en turc : Hıdiv Kasrı)

Le palais du Khédive fut conçu par l’architecte slovène Antonio Lasciac assisté par l’architecte italien Delfo Seminati  pour servir de résidence au dernier vice-roi (khédive) de l’Égypte et du Soudan ottoman, Abbas II (r. 1892–1914). Il fut complété en 1907 dans le style Art nouveau, inspiré principalement des villas de la Renaissance italienne, tout en incorporant des éléments de l’architecture ottomane néo-classique. Contrairement à ses prédécesseurs, Abbas désirait entretenir de bonnes relations avec l’Empire ottoman pour résister à l’occupation britannique de l’Égypte et du Soudan (depuis 1882). Situé sur la rive asiatique du Bosphore, le palais et ses jardins se dressent sur une colline surplombant le Bosphore. À la demande de Mustafa Kemal Atatürk,  la ville d'Istanbul  acheta le palais en 1937. Cependant, il est resté négligé jusque dans les années 1980.

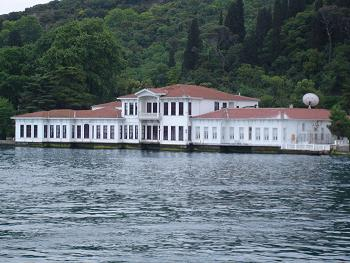
Yali de Kıbrıslı Mehmed Emin Pasha.

- Situé à Kandilli, sur la rive anatolienne du Bosphore, la résidence du pacha chypriote (Kıbrıslı)  Mehmed Emin (1813–1871) est un bon exemple des « yali » que l’on trouve sur les rives du Bosphore. Comme de nombreux autres hauts fonctionnaires de l’époque du Tanzimat, Mehmed Emin commença sa carrière dans le service des dragomans (hauts fonctionnaires originellement traducteurs) pour gravir les rangs des Affaires étrangères de l’Empire ottoman, occupant plusieurs postes d’ambassadeur et de gouverneur.  Il occupa le poste de grand vizir à trois reprises sous le règne du sultan Abdülmecid Ier.

## Architecture contemporaine
Depuis le tournant du siècle, Istanbul s’est doté de nombreux édifices d’allure  résolument moderne, conçus par divers architectes turcs et internationaux. Nous ne mentionnerons ici que quelques-uns de ces édifices qui ont jalonné cette transformation.
- Inaugurant les édifices du nouveau millénaire  la Tour de l'İş Bankası (Banque du Commerce de Turquie) ouvrit ses portes en aout 2000. Elle fut avec ses 52 étages, l’édifice le plus élevé de Turquie jusqu’en 2009. Située dans le quartier des affaires Levent, elle fut conçue par le bureau d’architectes Swanke Hayden Connell Architects en collaboration avec la firme turque Tekeli-Sisa[97]
- Le complexe multifonctionnel Kanyon, situé dans le quartier des affaires Levent, fut inauguré en juin 2006. Il comprend une galerie marchande de 160 boutiques, 30 étages de bureaux (dont 26 au-dessus du sol), et 22 étages d’unités résidentielles[98]. Son architecture intérieure sinueuse lui a valu le surnom de « canyon ».  Fruit de la coopération entre les bureaux d’architectes The Jerde Partnership  de Los Angeles et Tabanlioglu Architects d’Istanbul, il reçut en 2006 le prix Cityscape Architectural Review Award dans la catégorie « édifices commerciaux »[99].
- Le Saphir d’Istanbul est un gratte-ciel construit en 2010  dans le quartier Levent. Il fut le plus haut édifice de Turquie et, jusqu’en 2016, le quatrième plus haut édifice d’Europe.  Conçu par les architectes Tabalioğlu, ses 64 étages abritent un centre commercial et 158 appartements de luxe. De conception écologique, il utilise au maximum les ressources de la nature et chaque neuvième étage comporte un jardin[100].
- Située dans le quartier  Büyükçekmece d’Istanbul, la mosquée Sancaklar (en turc : Sancaklar Camii) a été conçue par l’architecte Emre Arolat. Terminée en 2012, elle reçut en 2015 le prix ArchDaily pour l’édifice religieux de l’année[101]. S’intégrant dans le paysage qui l’entoure, cette mosquée sans dôme est dotée d’un simple minaret de pierre. Son intérieur se démarque par le sentiment d’espace et de paix qui s’en dégage[102].
- Le nouvel aéroport international d'Istanbul (en turc : İstanbul Havalimanı) est situé au nord-ouest d'Istanbul à proximité de la mer Noire et fut inauguré par le président Recep Tayyip Erdoğan le 29 octobre 2018. Principal aéroport de Turquie, il devrait accueillir 200 millions de voyageurs par année. Il est le fruit d’un partenariat public-privé  lancé le 24 janvier 2013 et  remporté par le consortium turc Cengiz-Kolin-Limak-Kalyon-Mapa[103].
- La tour  Küçük Çamlıca (en turc: Küçük Çamlıca TV-Radyo Kulesi) située dans le district  Üsküdar  fut commencée en 2016[104]. D’une hauteur de 220,50 m, elle est surmontée d’une antenne métallique de 145 m; elle comprend un observatoire et des restaurants et est la plus haute structure d’Istanbul. Des bibliothèques et salles d’exposition se trouvent au sous-sol[105].

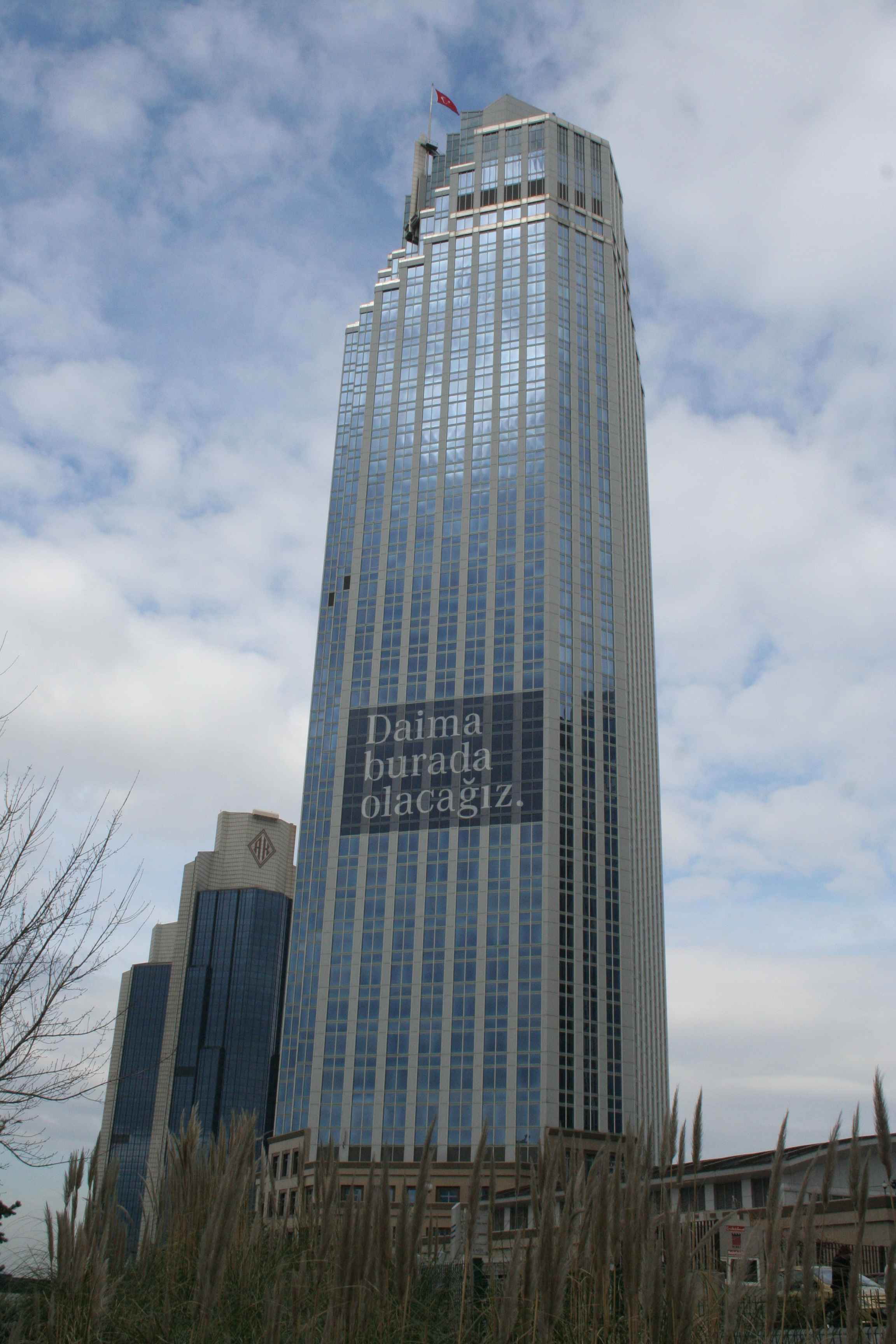
La tour Is kuleri 1
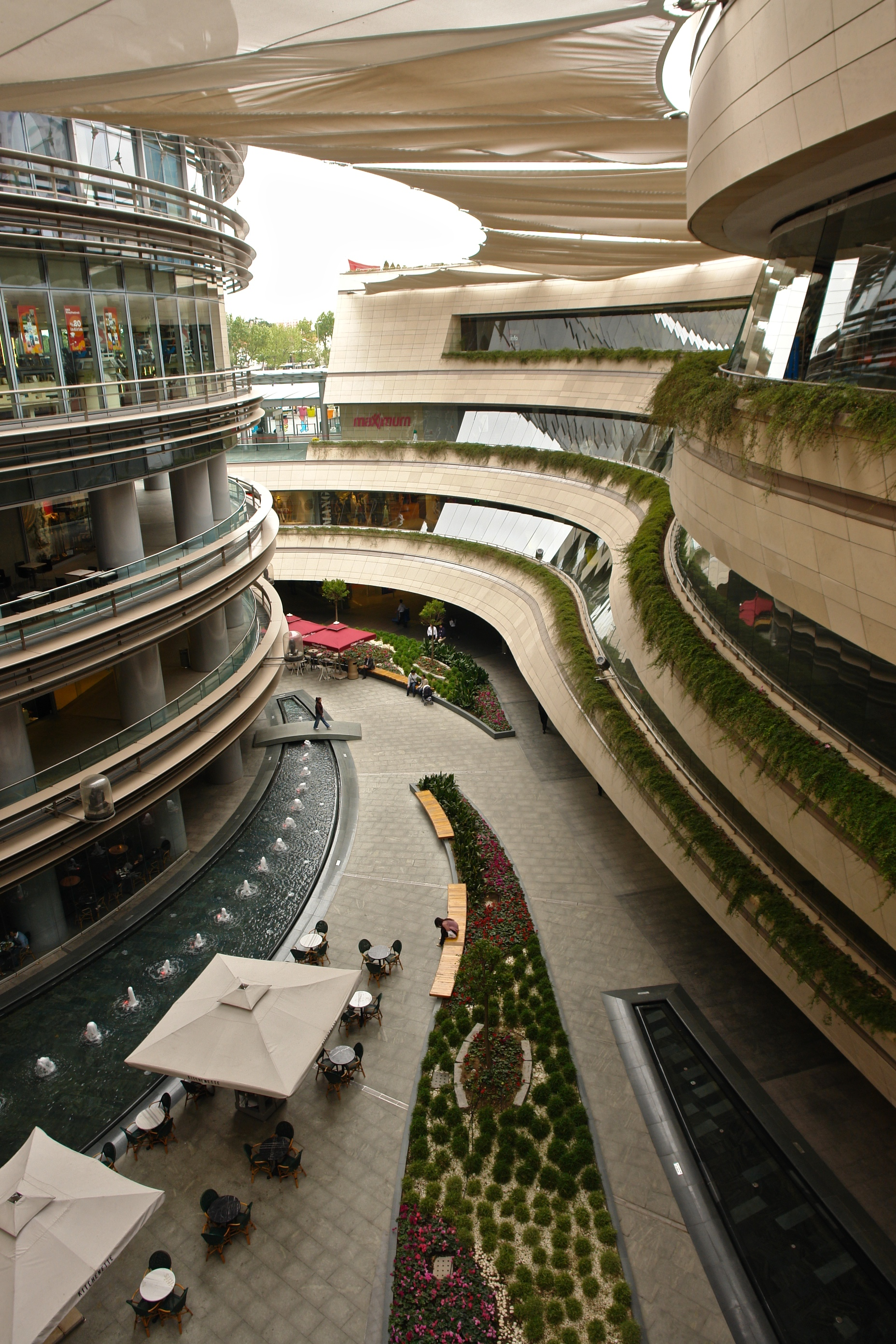
La galerie marchande "Kanyon"
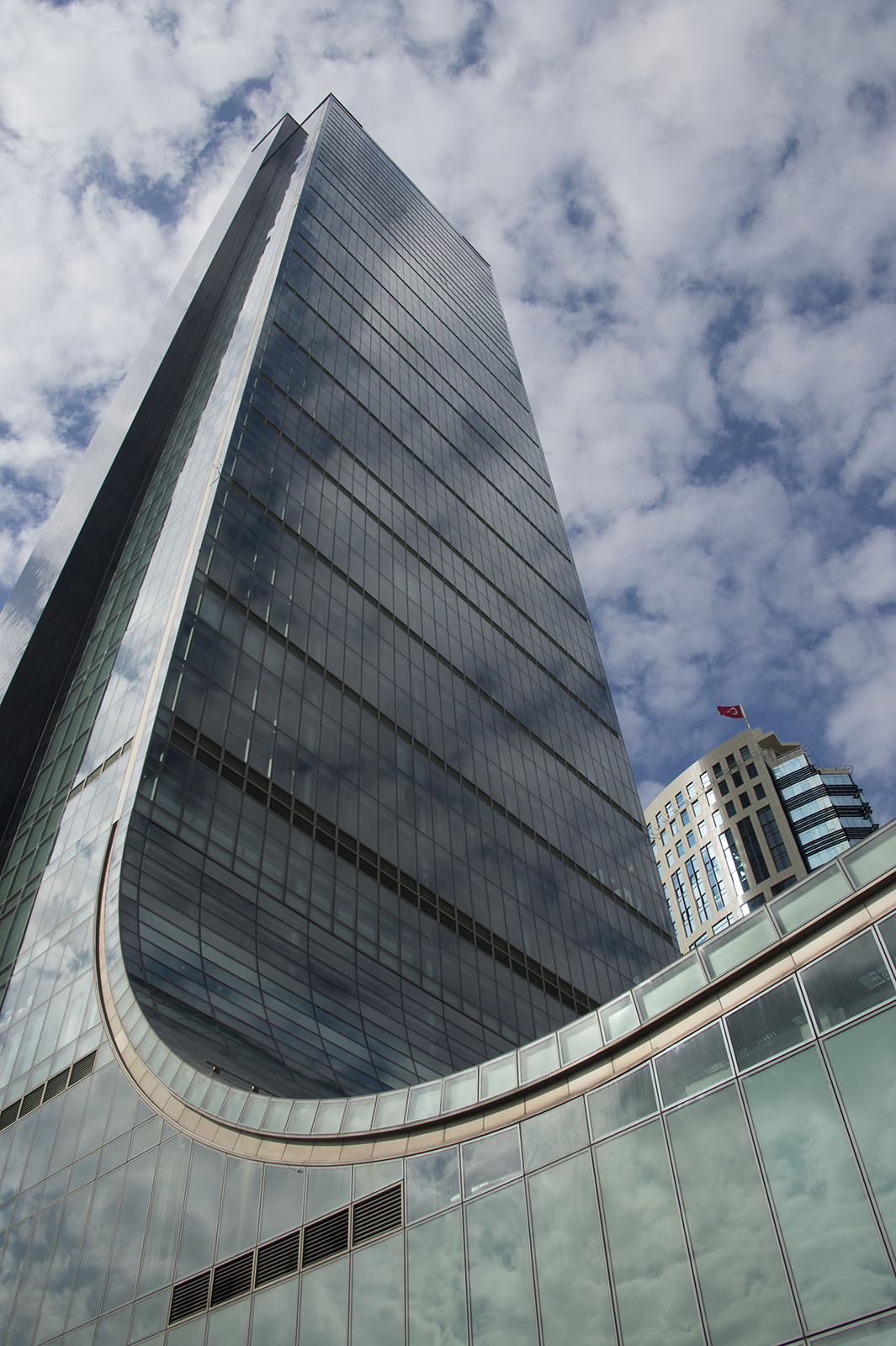
Le gratte-ciel "Saphire d'Istanbul"
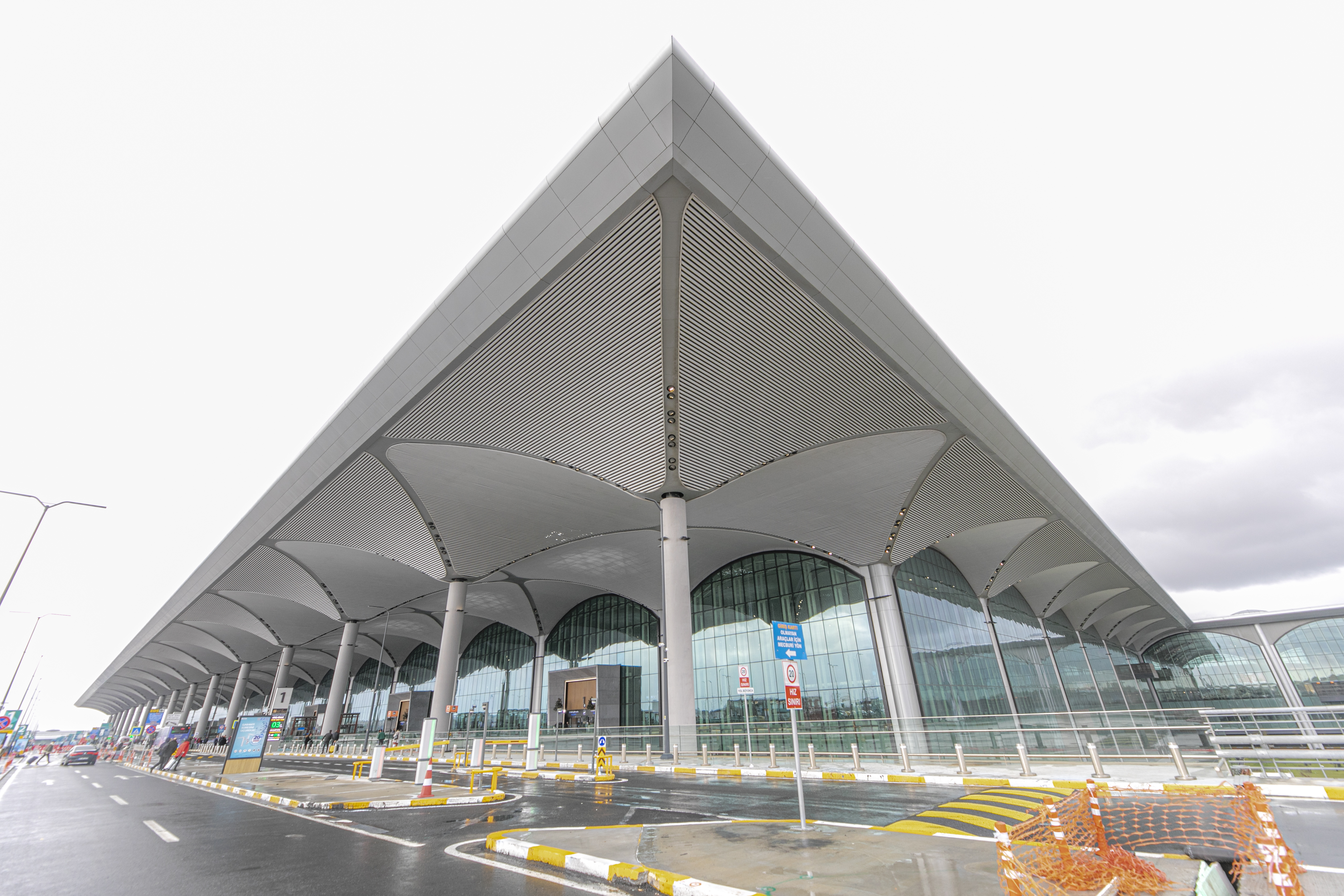
Extérieur du nouvel aéroport d'Istanbul
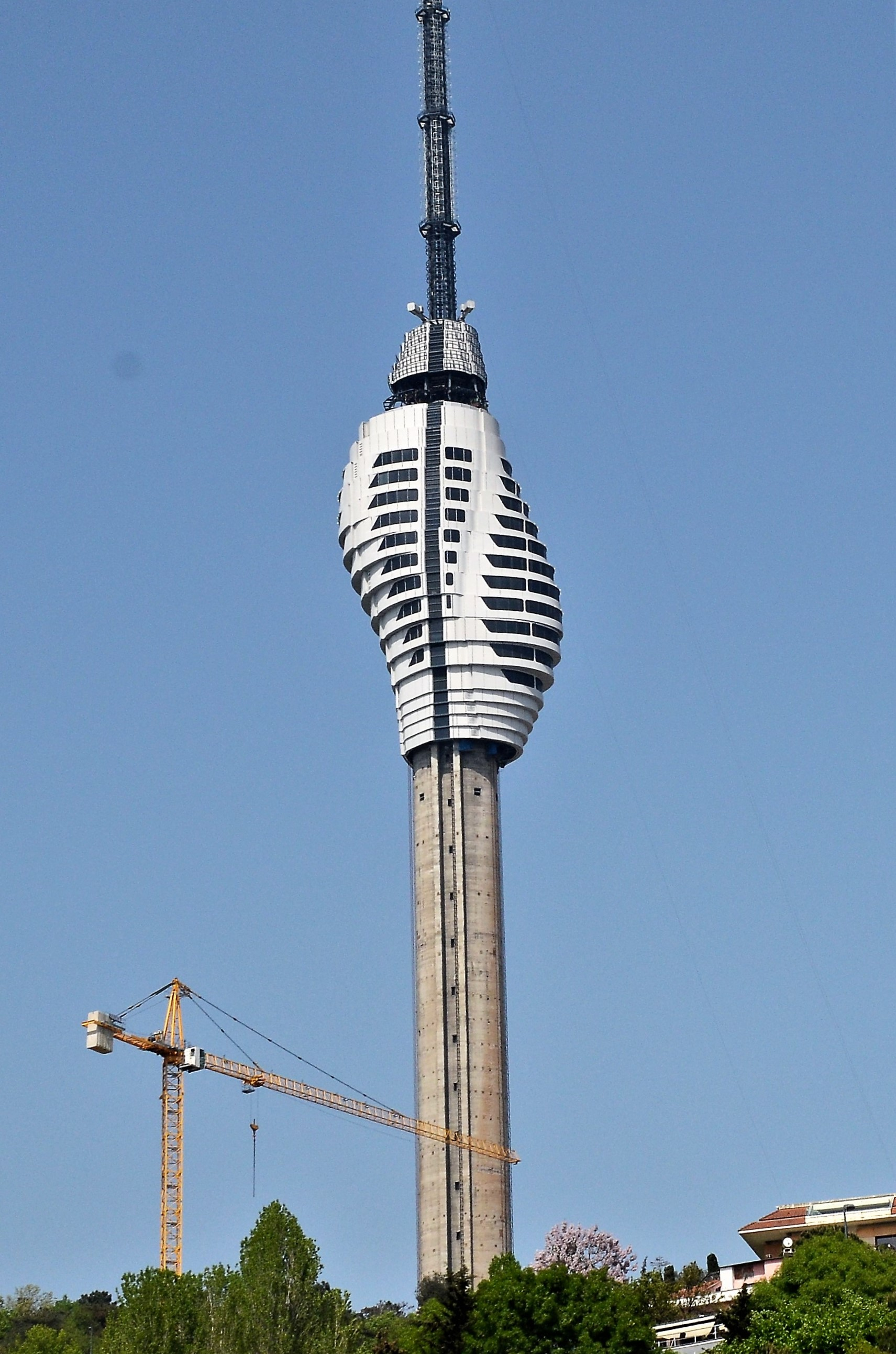
La tour de radio-télévision Küçük Çamlica